# Amanda Lear
Cet article possède un paronyme, voir Amendes à lire !.
Pour les articles homonymes, voir Lear.
Amanda Lear, née Tap ou Tapp à Saïgon (Indochine française) le 18 juin 1939, est une chanteuse, actrice, animatrice de télévision et artiste peintre française.
Mannequin et muse de Salvador Dalí dans les années 1960, elle devient par la suite une chanteuse à succès de musique disco en Europe avant de mener une carrière d'animatrice de télévision dans plusieurs pays européens puis de comédienne de théâtre en France.
Elle commence sa carrière de mannequin au milieu des années 1960, se faisant remarquer grâce à une certaine androgynie, ayant également frappé le peintre surréaliste Salvador Dalí, pour qui elle pose souvent et avec qui elle noue une relation. Elle attire l'attention du public en 1973, après avoir posé pour la pochette de l'album For Your Pleasure de Roxy Music, l'amenant à entamer une histoire d'amour avec David Bowie, qui la pousse à entrer dans le monde de la musique.
Ses premiers producteurs sont les frères La Bionda. Du milieu des années 1970 au début des années 1980 elle connaît la renommée comme chanteuse au sein de la maison de disques munichoise Ariola Records en collaborant avec le producteur et compositeur Anthony Monn. Dotée d'une voix grave et sensuelle, d'ambiguïté et de mystère, elle rencontre un succès considérable comme chanteuse disco principalement en Europe continentale et en Scandinavie. Ses quatre premiers albums lui valent une grande popularité, entrant dans le top 10 des meilleures ventes de pays européens. Ses titres les plus vendus sont Queen of Chinatown, Follow Me, Enigma (Give a Bit of Mmh to Me), The Sphinx et Fashion Pack. Elle a sorti plus de quinze albums studio et plus de soixante singles.
Depuis les années 1980, son temps se partage entre la musique, la télévision, le cinéma, la peinture et l'écriture. Polyglotte, elle participe en tant qu'animatrice, coanimatrice et membre de jury à des programmes télévisés de divertissement populaire en France, en Allemagne et en Italie grâce au patronage de Silvio Berlusconi. Malgré des sorties régulières d'albums, elle ne réussit pas à égaler les succès passés. Elle devient actrice de doublage dans des productions cinématographiques indépendantes et majeures. Depuis la fin des années 2000, elle se produit en France comme comédienne de théâtre dans des pièces à succès.
Amanda Lear vit depuis 1981 à Saint-Étienne-du-Grès, un village près d'Avignon.
Par ses innombrables déclarations divergentes, sa véritable identité et ses origines ont donné lieu à de nombreuses informations contradictoires, et à des doutes sur une supposée transidentité. Ces éléments contribuent à établir sa notoriété.

## Biographie

### Origines
Les origines d'Amanda Lear sont incertaines, car elle-même a fourni des informations contradictoires. Son nom sur un arrêté ministériel de 2006 en France est Amanda Tapp.
Dans sa biographie promotionnelle, elle dit être née au Viêt Nam en 1950, mais elle s’est aussi présentée dans ses livres et dans ses entretiens avec la presse comme ressortissante française ou comme citoyenne du Royaume-Uni, née à Saïgon ou à Hong Kong, en 1946 ou en 1950, et issue de l'union entre un marin anglais ou un officier de la marine britannique et une mère franco-orientale ou russo-asiatique,,,.
Amanda Lear rectifie ainsi, en 1976 en Allemagne, sa filiation d’un père, non pas officier de marine, mais matelot, et d’une mère, non pas chinoise, mais russe. Elle annonce lors de cette émission que ses parents sont morts.

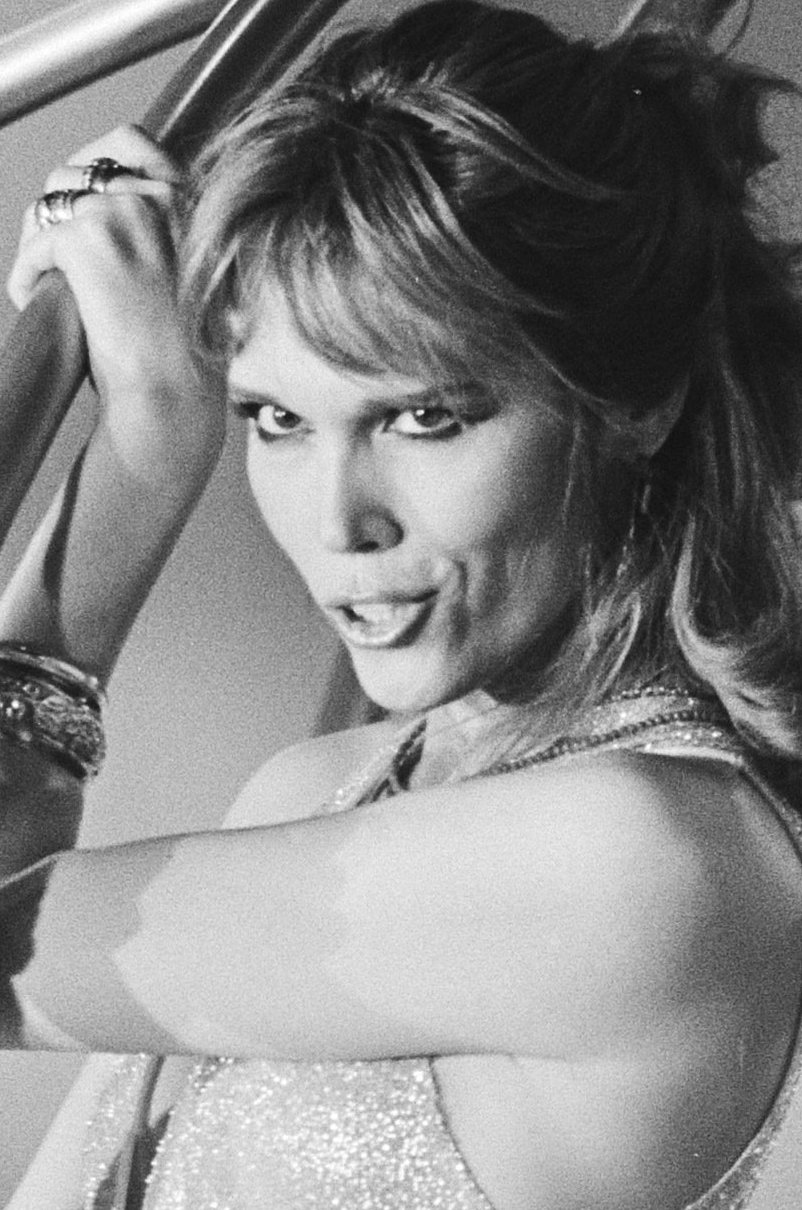
Amanda Lear en 1978.

Lors d’une entrevue en 1978 pour le magazine italien TV Sorrisi e Canzoni (en), elle explique en revanche que sa mère, prénommée Marie, a des origines mongoles et vit avec son frère, âgé de 24 ans, dans une petite ville des Pyrénées, à la frontière franco-espagnole. Amanda Lear ajoute avoir été scolarisée chez les sœurs ursulines de Genève[réf. à confirmer].
En avril 1987, elle confirme dans l'émission Le Divan d'Henry Chapier, sur la chaîne FR3, qu'elle vient d'avoir quarante ans et déclare par ailleurs que sa mère a des origines mongoles.
Sur la Rai Uno en Italie en 1988, Amanda Lear affirme d’abord être née le 18 novembre 1946 à Hong Kong,, réfutant ensuite l’allégation selon laquelle elle aurait vu le jour à Saïgon. Elle célèbre de même son 50e anniversaire par un spectacle scénique au Palace (Paris) le 17 novembre 1996 après avoir confirmé cet âge deux jours auparavant dans l’émission TV+ de la chaine Canal+.
Amanda Lear modifie ensuite ses déclarations concernant son année de naissance. Ce changement de propos se situe à la fin des années 1990. Elle démontre dès lors en 2000 au quotidien Libération sa naissance le 18 novembre 1950 à Saïgon et sa nationalité française – « mais elle raconte [en 2001] qu’elle est née à Hong Kong, fille d’un officier de marine britannique et d’une femme orientale française », et suggère de renseigner son âge quelque part dans « le début de la cinquantaine » à la journaliste Christa D'Souza (en) du Daily Telegraph qui a « lu qu'elle naquit à Saïgon ».
Amanda Lear affirme également en 2001 sur France 2 être native de Hong Kong d'un père qui « n'était pas marin : il était officier de marine » et spécifie similairement par la suite, en 2004 sur M6, être française et née le 18 novembre 1950 dans cet ancien territoire britannique. Dans son livre publié en 2009, elle écrit aussi que sa naissance a eu lieu à Hong Kong, mais de parents de souches anglaise et chinoise et répète en 2014, dans l'émission italienne Verissimo (it) sur Canale 5, être née dans ladite colonie du Royaume-Uni.
Interrogée sur France 5, lors de l'émission C à vous du 26 janvier 2016, sur les différents lieux de naissance lui étant attribués dans Wikipédia, Amanda Lear déclare qu'aucun des renseignements la concernant — dates ou endroits de naissance — ne correspondrait à la réalité, comme elle l’avait déjà laissé entendre en 2012, au cours d'un entretien avec le journaliste suisse Darius Rochebin dans le cadre de l'émission télévisée hebdomadaire Pardonnez-moi diffusée par la Radio télévision suisse.
Un journaliste de Libération constate dans le cadre d'un entretien en 2017 qu'« à ses courtisans, la reine Lear ne donne que ce qu’elle veut bien. Son âge est tabou ? « Pas du tout, j’ai 68 ans », dit-elle en souriant. Mais affirme plus tard qu’elle est née en novembre 1950 (donc il y a un peu plus de soixante-six ans) ».
Si, dans sa précédente participation en 1987, à l'émission Le Divan, elle avait été présentée comme native de Londres, elle laisse désormais relayer, sur France 3 en 2018, le Viêt Nam comme pays de naissance le 18 novembre 1950.
Au micro d'Élodie Suigo sur France Info en septembre 2021, elle confirme être née à Saïgon : « Donc, née à Saïgon ? – Oui, absolument, d’une mère orientale ».
Sur le plateau de T'empêches tout le monde de dormir le 13 février 2007, Marc-Olivier Fogiel lui fait savoir que son vrai nom de famille — Amanda Tapp — est rendu public lorsqu'elle est faite chevalier de l'ordre des Arts et des Lettres. Nonobstant les éléments contenus à ce propos dans plusieurs publications,,,,,,, elle répond au journaliste du quotidien Sud Ouest qui en 2018 lui demande si son vrai nom est bien « Amanda Tapp » que « Non, non pas du tout ! Amanda Lear, c'est mon vrai nom. Je l'ai toujours gardé, même quand je me suis mariée,. Tout ce qu'on peut lire sur moi, sur Wikipédia, est faux ».
Elle raconte ensuite entretenir la confusion et « brouiller les pistes, [car] c'est la base pour se rendre intéressant », après avoir souligné avoir toujours refusé les invitations à certains entretiens-confession comme ceux de Catherine Ceylac avec Thé ou Café ou de Frédéric Lopez, les qualifiant de « pathos ». Dans le documentaire diffusé en 2022 consacré à la chanteuse, le journaliste et critique musical italien Gino Castaldo déclare qu'« un de ses points communs avec David Bowie, c'est que tous les deux ont menti sur leur biographie. Jusqu'à maintenant, on ne sait pas vraiment où elle est née, ni où elle a grandi. Mais c'est très bien parce que comme Bowie, elle a choisi de transformer sa vie en œuvre d'art. Cette façon de brouiller les frontières entre le vrai et le faux était extrêmement moderne et a sans nul doute contribué à sa réussite,,,. »
Amanda Lear explique dans son livre publié en 2018 ne pas être de citoyenneté française, mais sujet britannique, ce qu'elle atteste pareillement en interview dans 20 h 30 le dimanche, sur France 2, le 7 avril 2019.
Elle rappelle à nouveau dans la même émission, qu'aucune des possibles années de naissance — 1939, 1941, 1946, 1950 — figurant alors sur Wikipédia n'est correcte après avoir répété « donner de[s] fausses dates de naissance ».
En 2020, elle déclare en Italie atteindre 74 ans cette année, soit être née en 1946, alors que son site internet officiel renseigne 1950 comme année de naissance, avant de poster, le 15 janvier 2021 sur les réseaux sociaux, une photo sur laquelle elle se fait vacciner contre la covid-19. En France, la campagne de vaccination concerne alors les soignants de plus de cinquante ans et les personnes âgées de 75 ans et plus. D'aucuns, tel le journaliste de France Inter Benoît Daragon, déclarent qu’Amanda Lear a plus de 75 ans,, et, partant de ce postulat, son année de naissance ne peut être postérieure à 1945.
Amanda Lear avance peu après dans d’autres médias qu’à la suite du Brexit, son statut de citoyenne britannique, qui l'autorisait jusqu'alors à demeurer sur le territoire français sans formalité, l'obligerait désormais à obtenir un permis de séjour : ceci et sa réponse précédente sur le même sujet sont en opposition avec ses déclarations antérieures, dont certaines sont alors accompagnées — en 2000 au journaliste de Libération et en 2004 dans l’émission sur la chaîne M6, entre autres — de la présentation de sa carte nationale d'identité française par Amanda Lear,.
Alain-Philippe Malagnac, qui a partagé sa vie pendant plus de vingt ans, n'aurait pas réussi à la convaincre de renseigner son âge pour une police d’assurance : aussi les assurances refuseront-elles de prendre en charge les frais consécutifs à l'incendie en 2000 de son habitation et de son contenu. En 2004, Amanda Lear avait déclaré dans Netzeitung (en) « je resterai toujours un être inconnu. J'ai ordonné que je sois brûlée après ma mort. Je ne veux pas qu'un pathologiste révèle enfin mon secret, », et écrit avec Enrico Petrelli les paroles « j'ai dit tant de mensonges et j'ai nié » sur le morceau Je m'appelle Amanda de son album Brief Encounters en 2009,. L'auteur et journaliste irlandais Paul Howard (en) écrit « ce n'était pas qu'Amanda traversait la vie sans laisser d'empreintes ; c'était juste qu'elle avait tendance à nier que les empreintes de pas lui appartenaient. »
L’ensemble des notions floues, obscurcies par toutes les contradictions de l’intéressée, comprend, au-delà de sa date et de son lieu de naissance, sa nationalité, le sexe attribué à la naissance, le lieu de son éducation ainsi que les noms, profession et nationalité de ses parents.
De ce fait, L'Express synthétise dès 1978 que

« Née un jour en Transylvanie, le lendemain en Suisse, d'une mère parfois française, d'autres fois russe, d'un père anglais ou indonésien selon les saisons, Amanda, visiblement, n'aime pas trop se pencher sur son passé. Serait-ce la crainte d'en voir resurgir un petit garçon aux attaches fines et au cœur perturbé ? Bref, elle préfère jaillir de nulle part à la fin des années 1960, et simultanément à Paris, à Londres, à New York […] »

La même année, Philippe Adler s'adresse à elle sur le plateau de l'émission Exclusif d'Antenne 2 :

« Votre passé on ne le connaît pas. Un jour on dit que votre père était indonésien, le lendemain russe, le lendemain anglais. On dit que vous avez passé votre enfance en France, en Suisse, en Russie, et puis finalement vous n'apparaissez que très brutalement vers la fin des années 1960 au bras de Salvador Dalí »

L'hebdomadaire britannique The Observer — sous la houlette de sa publication sœur, The Guardian —, tient des propos similaires le 24 décembre 2000 :

« Le passé d'Amanda Lear se révèle perclus de mystères. Elle noie régulièrement toute information la concernant en laissant allusivement entendre — au gré du vent — que sa mère serait tantôt anglaise, tantôt française, quand ce n'est vietnamienne ou chinoise. Quant à son père, elle le décrit alternativement — au choix et selon l'humeur ou la version du jour — comme une fois anglais, une autre fois russe, voire français… ou indonésien. Par ailleurs, l'on ignore toujours aujourd'hui quel serait son véritable lieu ou année de naissance : Hanoi en 1939 ? Hong Kong en 1941 ? ou 1946 ? Elle contribue allègrement à laisser encore davantage planer le doute en évoquant, de temps à autre, des origines prétendument… transylvaines. Last but not least, une question subsidiaire, récurrente et restée en suspens, persiste encore mordicus en l'état à demeurer systématiquement non élucidée : est-elle réellement née « fille » ? ou « garçon », ? »

Plusieurs sources — divergentes, — indiquent en conséquence qu'elle serait née, selon certains de ses dires, le 18 novembre 1946, ou en 1941, selon le VIAF et le SUDOC, voire le 18 novembre 1939 d'après la société d'auteurs allemande GEMA, BBC Music, Last.fm, Di Lei, Munzinger Pop et Le Journal des femmes,,,,,. Il Borghese, Lo Specchio, Internet Movie Database (IMDb), la Bibliothèque nationale de France (BnF), Discogs, Rotten Tomatoes, Il Corriere della Città, Cromos, Le Figaro et Les Gens du Cinéma consignent le 18 juin 1939,,,,,,, pour sa date de naissance, extrait d'acte à l'appui pour la dernière. Georges-Claude Guilbert écrit dans son ouvrage que la plupart des biographes estiment qu'elle est née en 1939. L'Encyclopédie Treccani mentionne également 1939 comme année de naissance.
Concernant le lieu de la naissance, la Bibliothèque nationale allemande (DNB), la Bibliothèque nationale d'Espagne, AllMusic indiquent Hong Kong tandis que d'autres sources mentionnent Saïgon tels AllMovie, Il Borghese, Lo Specchio, Cromos, IMDb, Discogs, Last.fm, Rotten Tomatoes, Le Journal des femmes, Filmportal.de,,,,,,,. Munzinger renseigne deux possibilités : Hanoï ou Saïgon. Dans son ouvrage Dalí, l'écrivain et critique d'art Michel Nuridsany rapporte les propos des journalistes espagnols d'El País Màrius Carol (es), Juan José Navarro Arisa et Jordi Busquets qui situent également cette naissance au Viêt Nam dans leur livre Le dernier Dalí,.
Si de leur côté The Guinness Encyclopedia of popular music, le label de musique Universal Music France et le Journal des femmes indiquent qu'Amanda Lear (dont le nom est également parfois référencé sous l’orthographe Amanda Lir) est née Amanda Tapp, elle serait en réalité venue au monde sous l'identité d'Alain Tapp selon la DNB, ou d’Alain Tap selon le magazine Il Borghese, le journal Lo Specchio (it), le site Les Gens du Cinéma, Di Lei, Marcel Duchamp, Divus,, Cromos ou encore l'IMDb,. La Neue Deutsche Biographie recense trois patronymes pour la chanteuse : Amanda Lear, Alain Tapp et Amanda Tapp.
D’après les journalistes Anne-Claire Duchossoy et Patrick Renard, ainsi que le biographe Ian Gibson et le journal Nürtinger Zeitung (de), qui désignent l’officier français André Tap – membre des troupes de marine des forces armées françaises – comme son père (par ailleurs mentionné par erreur comme Serge Tap par GiovanBattista Brambilla (es)), elle est française par sa filiation, la famille de son père venant de la région des Pyrénées. Sa mère est dans ce cas Valentine Rivera, morte en 2014, qui a une ascendance vietnamienne, et l'artiste est bien née à Saïgon, assignée garçon sous le nom d'Alain Tap[réf. nécessaire].
Dans son livre La femme est une dandy comme les autres, Alister écrit qu'elle s'exprime dans ses chansons « dans un anglais très promenade, avec un accent de Nice à couper au couteau ». Georges-Claude Guilbert écrit dans son ouvrage que les linguistes remarquent qu'elle a un accent français lorsqu'elle parle (et chante) en anglais.

### Débuts et rencontres

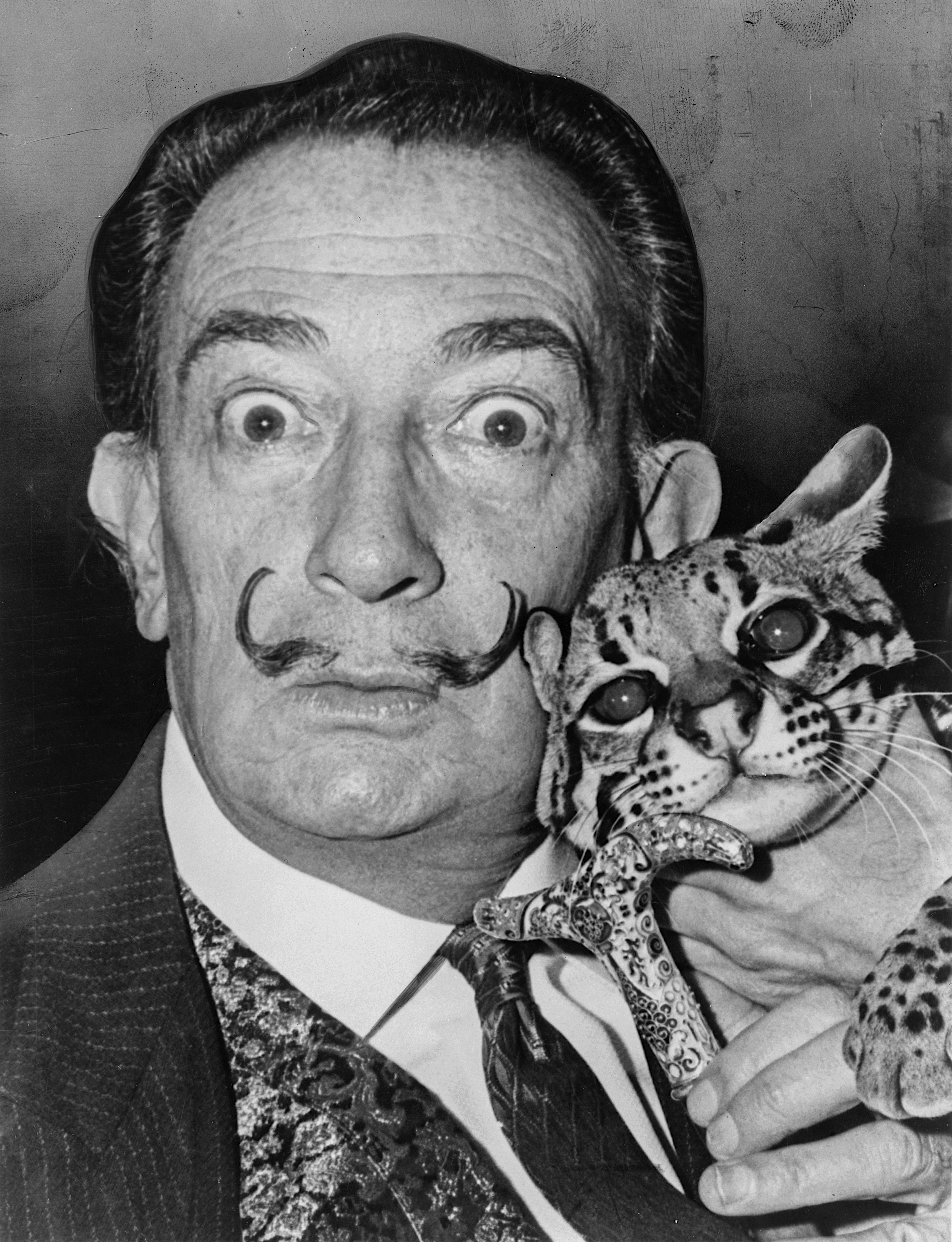
Salvador Dalí en 1965.

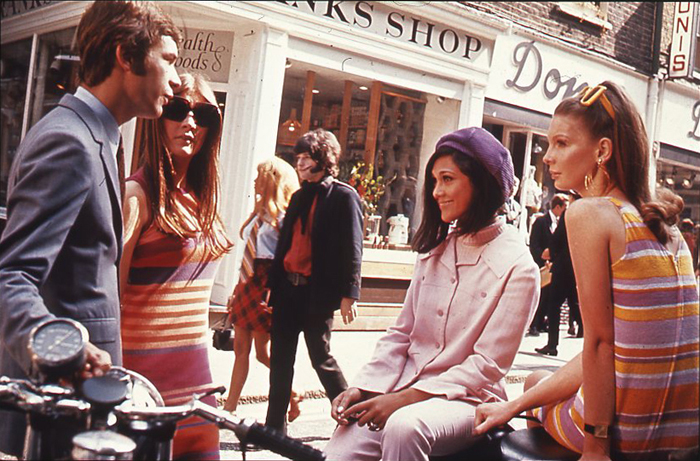
Carnaby Street et minijupe (1966), deux symboles du Swinging London.

Amanda Lear, qui reste énigmatique quant à sa prime jeunesse, justifie à Marc-Olivier Fogiel, lequel, dans l'émission Le Divan du 9 novembre 2018, regrette qu’elle n’ait pas fourni de photographies d'enfance comme le font les invités, ce choix par le fait qu'elle se trouvait disgracieuse en raison notamment du port d'un appareil, ce qu'elle évoquait déjà sur Le Divan d'Henry Chapier en 1987, dans l’émission Tout le monde en parle en 2001 sur France 2 ainsi que dans 20 h 30 le dimanche sur la même chaîne en 2019.
Élevée selon son récit entre le sud de la France et la Suisse, ou entre Londres et Paris, ou encore à Nice, Amanda Lear s'inscrit ensuite à des cours de peinture à Paris avant de déménager pour Londres où elle serait entrée à la Saint Martin's School of Art.
À Paris, elle rencontre le peintre surréaliste Salvador Dalí, qui en fait son modèle (par exemple avec Hypnos (1965), Venus in Furs (1968) et Bateau Anthotropic,) et avec qui elle entretiendra une relation qui durera une quinzaine d'années, comme elle a pu le raconter dans son livre consacré au peintre.
Un article de Julián Ruiz (es) dans El Mundo est illustré par une photo de 1963 des deux protagonistes. Dès 1965, Amanda Lear accompagne officiellement Dalí lors de ses sorties. Salvador Dalí l'aide par ailleurs à s'installer chambre 9 de l'hôtel La Louisiane situé rue de Seine.

Comme pour d'autres aspects de sa vie, Amanda Lear donne de multiples versions, conte différemment les événements qui l'ont mené à cette rencontre. Élisabeth Quin écrit à ce sujet : 

« Le coup de foudre de Salvador Dalí pour Amanda Lear a eu le temps d'être poli, enjolivé, galet mirifique roulé de main en main, de bouche en bouche, de livre en livre, anecdote réévaluée à la hausse au fil des ans sur l'échelle des événements qui dépassent l'histoire privée […]. »

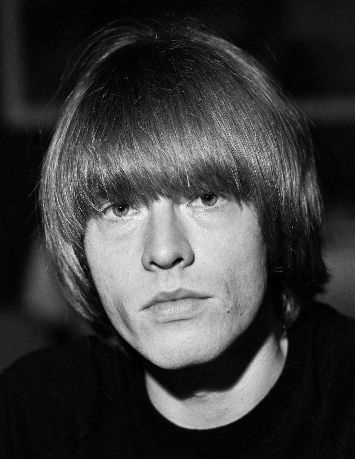
Brian Jones en 1965.

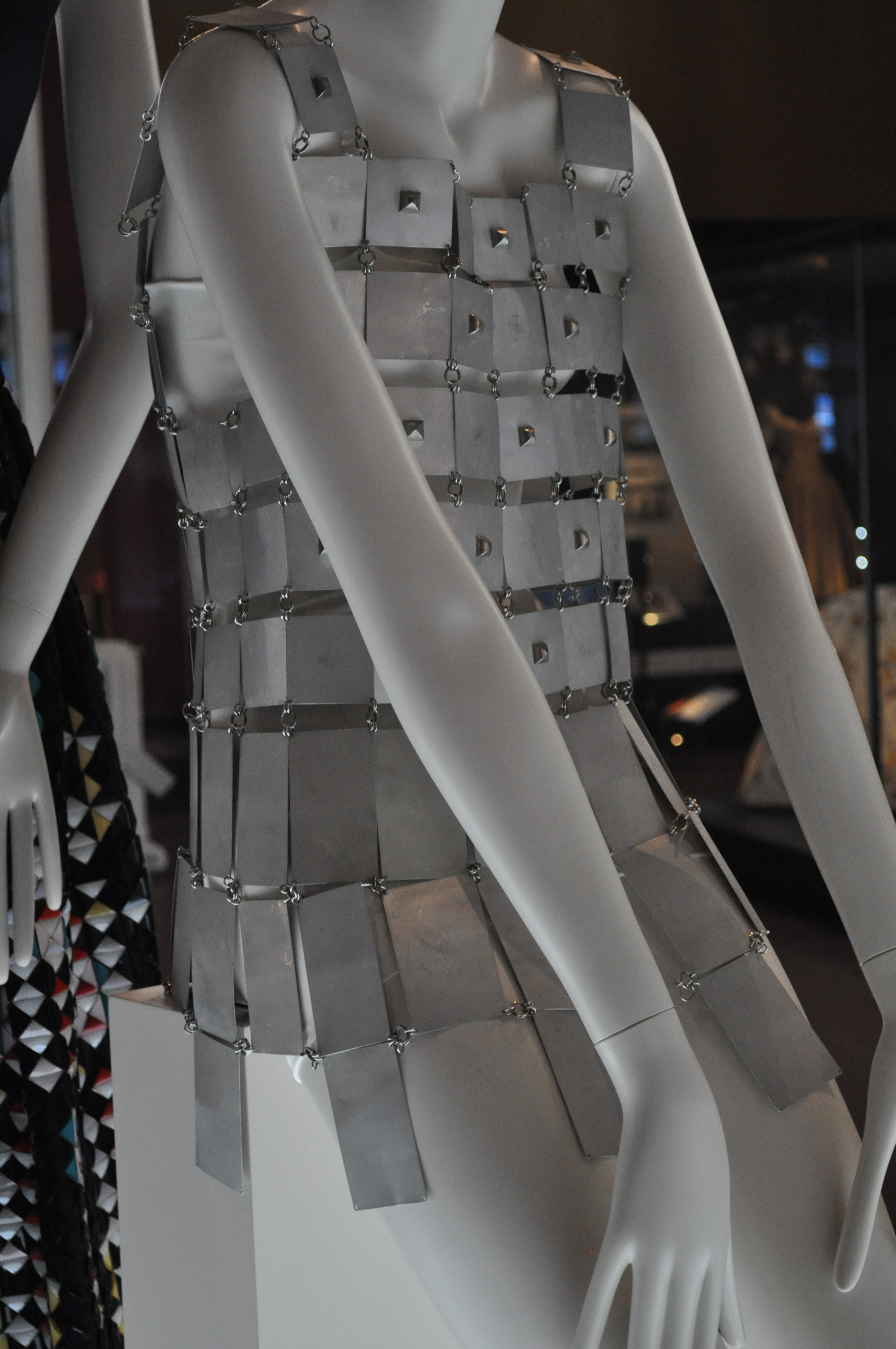
Une robe de métal de Paco Rabanne de 1967, telle celle portée par Amanda Lear.

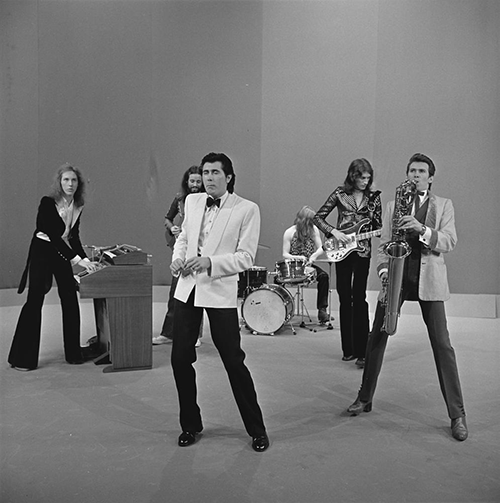
Le groupe Roxy Music avec Bryan Ferry au premier plan, en 1973.

En 1965, elle fait la rencontre à Londres du mondain Tara Browne (en) (1945-1966) et de sa petite amie, le mannequin Suki Potier (en). Tara Browne, l'ayant aperçue en juin à table avec April Ashley, la décrit comme une magnifique femme. Il découvre son identité dans un article du Daily Express concernant un fait divers, qui est également rapporté par d'autres journaux. Marié à Noreen MacSherry (Nicky Browne) de 1963 à 1966, Tara Browne entretient une relation avec Suki Potier et Amanda en parallèle.
Elle décide à cette époque (dans le but d’obtenir la nationalité britannique, selon April Ashley et sur le conseil de cette dernière) de se marier à un citoyen du Royaume-Uni : un Écossais de 20 ans étudiant en architecture ancienne, Morgan Paul Lear, est alors repéré dans un pub de Notting Hill et épouse en présence d’April le 11 décembre 1965 au bureau de l'état civil à Chelsea,, où la fiancée réside, le mannequin de 26 ans Amanda Tap, fille du « capitaine en retraite de l’armée française André Tap », union qui permet à la mariée d'obtenir également un nouveau nom de famille,,,,.
Amanda Lear évolue dans le Swinging London et, dans les années 1960, elle eut une courte liaison avec Brian Jones (1942-1969), un des membres originels des Rolling Stones,,,,. Après le décès de Tara Browne en 1966, Suki Potier entretient également une relation avec Brian Jones, tout comme Amanda Lear qui devient un « pilier du demi-monde de Londres », un nom exotique désignant le circuit des boîtes de nuit,.
Après s'être présentée à l'école de mannequin de Lucie Daouphars, surnommée Lucky, elle est envoyée par Gérald Nanty chez Karl Lagerfeld alors modéliste chez Jean Patou. Amanda Lear défile pour Lagerfeld et rencontre Catherine Harlé, directrice d'une agence de mannequins qu'elle intègre. Elle pose pour les campagnes de la marque de lingerie féminine Chantelle et multiplie ses participations à différents défilés, notamment pour Mary Quant, Paco Rabanne (en 1967) et Ossie Clark (en),. Elle apparaît dans des photos publicitaires telles pour les marques Lise Charmel, les bas Mitoufle,, les lunettes de soleil Corocraft, les soutiens-gorge Triumph International ou les peintures Bright & Bold, et encore dans des publicités télévisées telles celle des parfums Detchema de la société française Revillon Frères vers 1967. Elle apparaît aussi sur la pochette de Sock It To Me! du groupe The Now Generation,.
Dans le sillage de Dalí, c'est à cette époque que le mannequin entre sur la scène médiatique française,, par exemple dans Dim Dam Dom, dans Permis la nuit, dans Le petit dimanche illustré, ou dans Fun and Games for Everyone en 1967 et 1968. Sa première apparition télévisuelle en France est légèrement antérieure car elle date de 1966. Salvador Dalí affirmait alors à ses interlocuteurs qu'Amanda Lear était en fait un homme. Alors inconnue, le modèle comprit tout le parti qu'elle pourrait tirer, dans les médias, de ces sulfureuses révélations et se présenta comme l’« égérie de Salvador Dalí ».
En 1971, Amanda Lear pose dans un numéro spécial de Noël de l'édition française de Vogue, entièrement édité par Salvador Dalí et photographié par David Bailey.
Dans les années 1970, elle continue de côtoyer l'avant-garde musicale londonienne de l'époque, fréquentant un temps Bryan Ferry au début des années 1970 puis posant pour la pochette de l'album de Roxy Music For Your Pleasure sorti en mars 1973. Sur celle-ci, elle tient une panthère en laisse. Elle est habillée d'une robe-bustier en cuir, d'escarpins à talon haut, et d'un bracelet inspiré de celui de Marilyn Monroe dans Les hommes préfèrent les blondes. L'ensemble de la pochette est réalisé par Antony Price (en), alors styliste de Roxy Music. En découvrant la pochette, David Bowie désire rencontrer le modèle et une relation suivie en découle. Leur rencontre aurait pu avoir lieu en août 1972. Bryan Ferry demande alors à la future chanteuse de présenter Roxy Music sur scène au Rainbow Theatre alors qu'ils étaient en première partie d'un concert de David Bowie pendant la tournée Ziggy Stardust Tour. En décembre 1973, Bowie et Lear rendent visite à Marianne Faithfull, la tête d'affiche de la pièce A Patriot for Me (en), dans les coulisses du Watford Palace Theatre (en).
Pour son anniversaire le 8 janvier 1974, Amanda Lear emmène Bowie ainsi que George Underwood à une séance du film Metropolis de Fritz Lang au Everyman Cinema, Hampstead (en). Selon la jeune femme, c'est cette séance qui a inspiré Bowie à créer Diamond Dogs et la tournée Diamond Dogs Tour. En juin, Amanda Lear, Ava Cherry, Bryan Ferry, David Bowie et Shaun Cassidy sont réunis à East Village, dans le loft de l'artiste Larry Rivers, pour la soirée organisée à la suite du concert de Roxy Music à l'Academy of Music (en) à New York. Bowie déclare d'ailleurs que c'est par l'entremise d'Amanda Lear qu'il fait la rencontre de Bryan Ferry lors d'une soirée newyorkaise. Sur les conseils de David Bowie, elle se lance dans la chanson en 1975, ce qui la fait connaître du grand public.
Après leur rencontre en 1978, Amanda Lear épouse le 13 mars 1979 à Las Vegas (États-Unis), Alain-Philippe Malagnac, ancien secrétaire et amant de l'écrivain Roger Peyrefitte,. Cette union est non reconnue juridiquement en France. Sur le marriage certificate (en) émis à Las Vegas, il est précisé que le témoin est le photographe Denis Taranto. Proche de Dalí, il faisait également partie de sa cour. Ses photos illustrent les albums de la chanteuse de 1978 à 1989. Elle développe ses envies de peintre et expose dès les années 1980 dans des galeries dans plusieurs villes,,,,, telles les Torch Gallery (nl), Fotografisk Center (en) et Envoy Enterprises (en). Depuis 1981, Amanda Lear vit dans les Bouches-du-Rhône, à Saint-Étienne-du-Grès, village proche d'Avignon. Malagnac y emménage également.

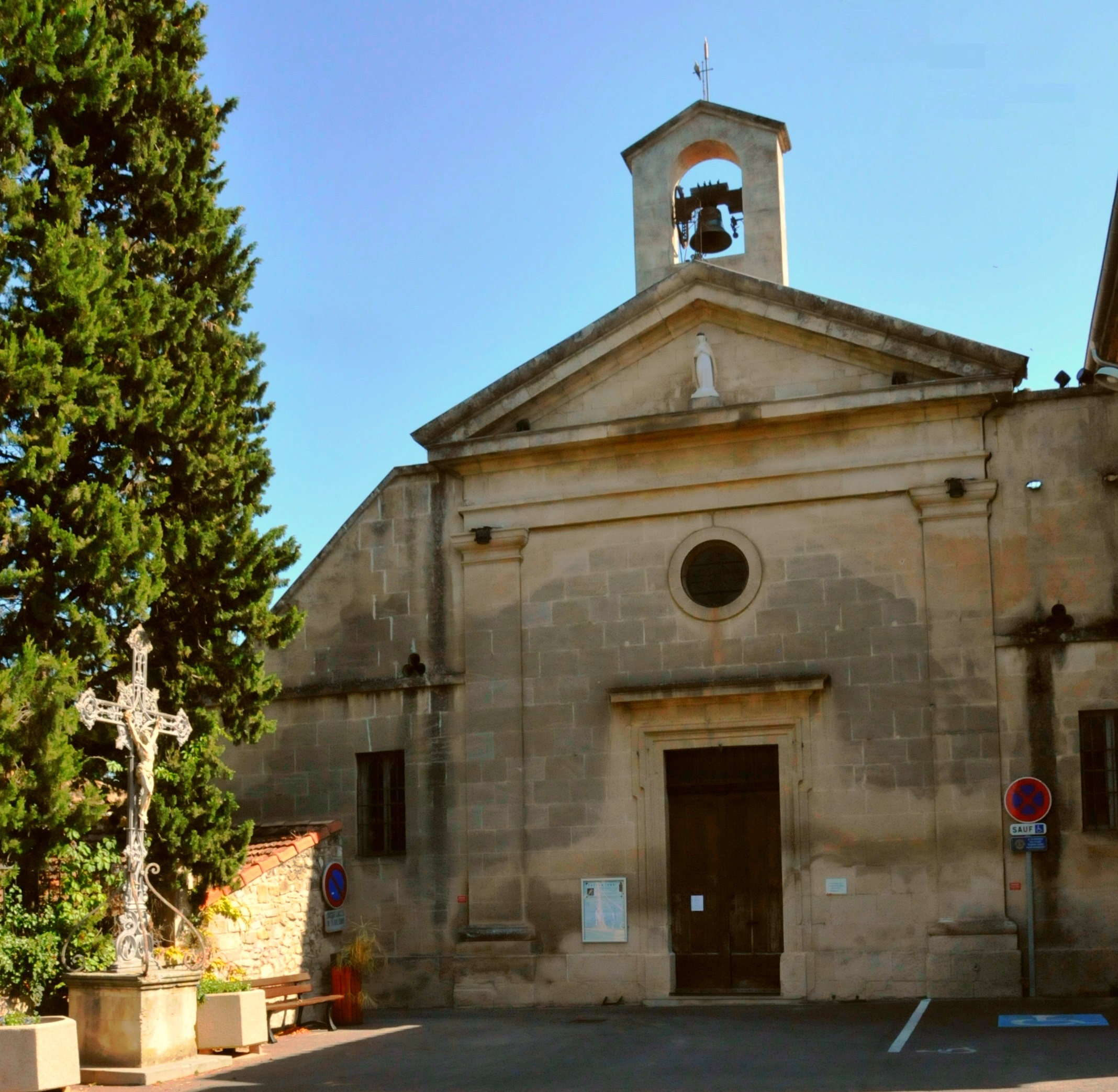
Église Notre-Dame-de-l'Assomption de Saint-Étienne-du-Grès.

Dans la nuit du 15 au 16 décembre 2000, alors qu'Amanda Lear se trouve en Italie, un incendie ravage le mas provençal à Saint-Étienne-du-Grès. Alain-Philippe Malagnac, âgé de quarante-neuf ans, trouve la mort, en même temps qu'un homme de trente-trois ans, Didier Dieufis, présent cette nuit-là. Des biens de grande valeur seraient alors détruits, comme des tableaux de maîtres, dont une quinzaine de toiles signées Salvador Dalí.
Amanda Lear déclare dans l’émission précitée de Thierry Ardisson en septembre 2001 qu'elle faisait partie des nombreuses personnalités présentes à New York lors de la destruction des tours du World Trade Center le 11 septembre 2001. Elle se trouvait là pour le vernissage d'une de ses expositions. L'odeur de cendres omniprésente dans la ville à la suite de la tragédie la mit mal à l'aise, car elle lui rappelait l'odeur des cendres du mas du couple Malagnac.
Durant Il Brutto Anatroccolo (it), elle fait la rencontre du mannequin Manuel Casella (it), qui devient son partenaire de 2001 à 2008 et avec lequel elle présente alors des émissions télévisées sur les réseaux français et italien E!,.

### Ambiguïté transgenre
Lorsqu'elle est décrite comme une personne transgenre,,, Amanda Lear oppose un démenti systématique expliquant avoir initialement laissé planer un doute à des fins publicitaires. Selon elle, cette rumeur aurait été lancée en 1978 par Salvador Dalí — avant d'être relayée en 1979 par David Bowie qui, s'inspirant du Rocky Horror Picture Show et se référant à Amanda Lear, la qualifie de « travesti transsexuel d'origine transylvaine,, » — afin de promouvoir ses premiers albums. L'auteur Michael Heatley (en) rapporte même des propos d'Amanda Lear en personne qui « insiste sur le fait que c'est elle et Salvador Dalí qui ont concocté les rumeurs de son état de transsexuelle pour lancer sa carrière musicale dans les années 1970 » : 

« J'écoutais attentivement et prenais systématiquement en compte les judicieux conseils prodigués par Dalí. C'était lui le génie… qui étais-je moi-même comparée à lui pour m'aventurer à remettre en doute la pertinence de son jugement ? Plus tard, lorsqu'il s'est agi de promouvoir ma carrière, il m'asséna tout de go que j'étais une chanteuse plutôt médiocre qui n'avait guère de chances de casser la baraque. Il fallait donc trouver un palliatif complémentaire à ma seule musique pour tenter de drainer l'attention du public et réussir à écouler mes disques. C'est ainsi que nous avons échafaudé le personnage innovant d'Amanda Lear en le transformant en un truc aussi intrigant qu'ambigu… et ça a super bien marché,. »

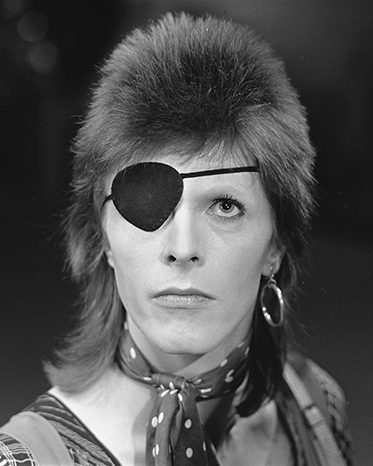
David Bowie en 1974.

Pourtant, quelques années auparavant, le 30 mai 1976, Amanda Lear avait déjà été questionnée à ce sujet par la journaliste écrivain et conférencière allemande Carmen Thomas (de) de la NDR Fernsehen lors du talk-show télévisé intitulé 3 nach 9 (de) et n’évoquait alors ni Dalí ni Bowie mais le colportage d’un « connard de journaliste » (« asshole »).

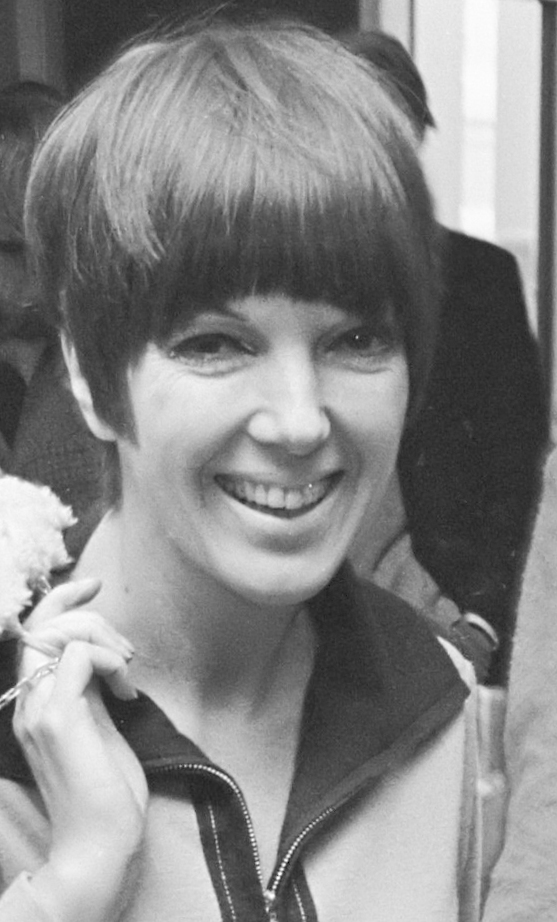
La styliste Mary Quant en 1966.

De plus, en 1966 et 1967 déjà, quelques journaux décrivaient le ressentiment de mannequins de l'époque qui, après une découverte de détails ambigus du passé d'Amanda Lear, envisageaient de saisir leur syndicat,,. Dans son autobiographie parue quarante-cinq ans plus tard, la styliste britannique Mary Quant décrit qu'aucune des mannequins présentes alors pendant une tournée américaine ne voulait partager sa chambre avec Lear, argumentant alors que « c'est un mec » [« she is a man »].

Interrogée par Mara Venier en décembre 2018 au cours de l'émission Domenica in, Amanda Lear affirme cette fois-ci être elle-même à l'origine de cette rumeur : 

« C'est moi seule qui ai prétendu être un homme. Je l'ai fait non seulement par provocation, mais aussi parce que je n'avais pratiquement pas de voix. En plus, je ne savais pas vraiment chanter. Il me fallait donc contrecarrer ce handicap en inventant une astuce compensatoire. C'est ainsi que le fait de laisser délibérément planer une certaine ambiguïté sexuelle sur mon compte m'a en quelque sorte servi de tremplin publicitaire. »

Selon le site officiel de la chanteuse, c'est au tour de la maison de disques Ariola Records d'être désignée comme instigatrice de ces allégations à l'origine d'une campagne publicitaire controversée.
The Observer rapporte en outre, toujours en 2000, qu'« April Ashley, la transsexuelle qui fut auparavant George Jamieson […] a longtemps affirmé qu'elle travaillait avec Amanda Lear dans les années cinquante au Carrousel, une revue de travestis à Paris. » Cette affirmation a été publiée, conjointement avec Duncan Fallowell, dans leurs mémoires, parus à l’étranger. April Ashley y écrit que les cabarets parisiens Le Carrousel, Madame Arthur et le Crazy Horse Saloon, où elle se donnait en représentation, accueillirent à la fin des années 1950 « un nouveau membre de la troupe, Peki d'Oslo, alias Alain Tapp,, [connu] plus tard [sous le nom d']Amanda Lear » après une réassignation sexuelle,, soit le nom patronymique d'Amanda Lear lors de sa nomination en France dans l'Ordre des Arts et des Lettres en juillet 2006. Robert Lasquin, le directeur artistique du cabaret Le Carrousel, lui donna un numéro oriental en raison de ses traits quelque peu asiatiques et en référence au film Sayonara (1957), avec Marlon Brando au casting, projeté alors en France.
Le Carrousel organise à cette époque (1959) des tournées en Allemagne, en Scandinavie, en Italie et en Amérique du Sud. « Amanda Lear (Amanda Tapp) » est photographiée à Rome au tournant 1960. Une photo de la même époque illustre quelques années plus tard une interview donnée par Amanda Lear à un magazine. La légende identifie également le portrait comme celui d'Amanda et ajoute qu'elle serait alors âgée de 18 ans.
La chanteuse allemande Evelyn Künneke écrit dans son autobiographie Sing Evelyn, sing. Revue eines Lebens, qu'Amanda Tapp fut engagée par Michel Hiro, le propriétaire du cabaret berlinois Chez Nous. En 1960, le photographe allemand Herbert Tobias fait une photo artistique de la future Amanda Lear à Berlin,. L'actrice néerlandaise Romy Haag, née garçon sous le nom d'Eduard Frans Verbaarsschott, affirme elle aussi dans son autobiographie qu'au début des années 1960, Amanda Lear s'appelait Alain Tapp, et, sous le nom de scène de Peki d'Oslo, se produisait en travesti, à Berlin dans le cabaret Chez Nous, notamment en 1962,.

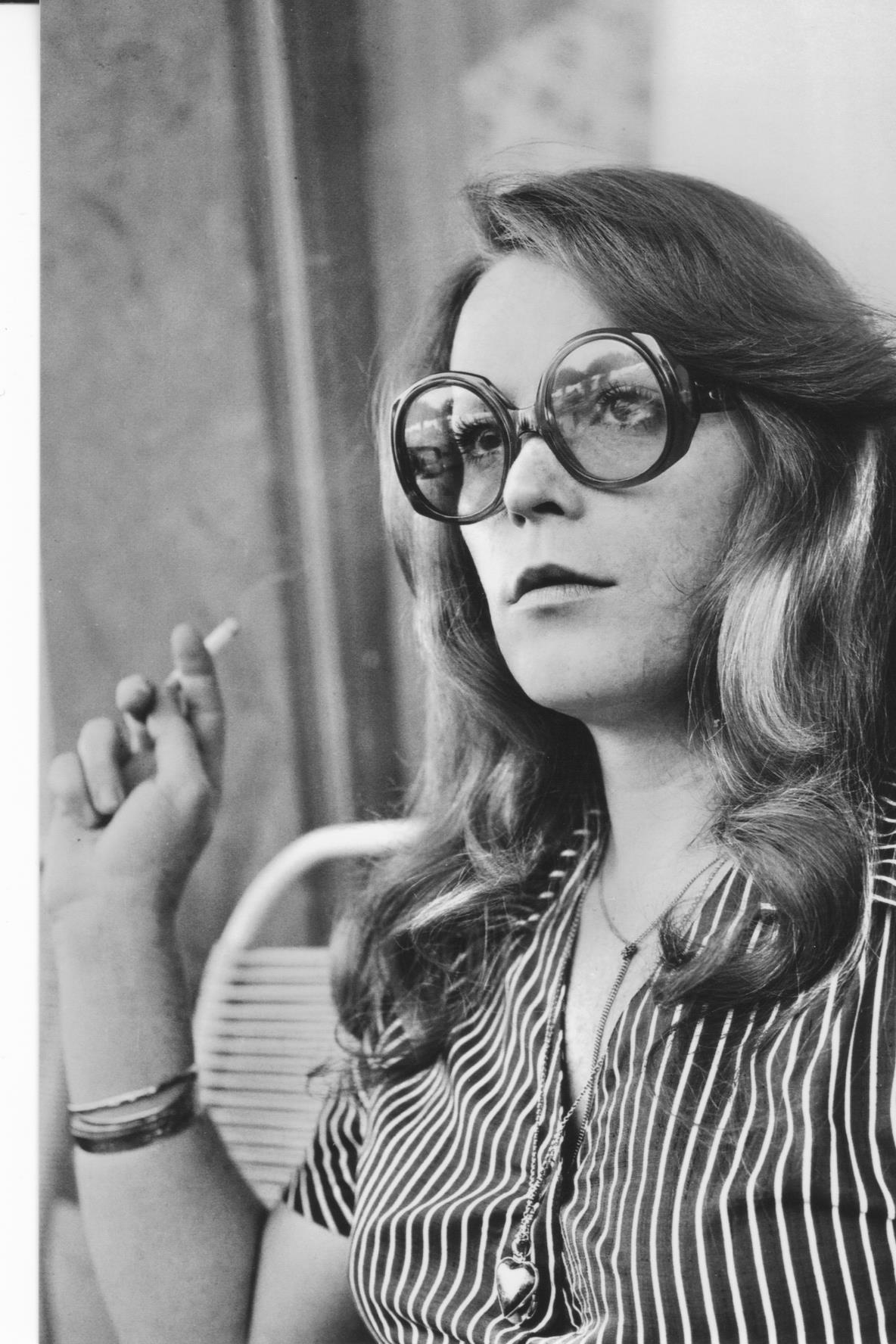
Peggy Guex, première personne trans suisse à obtenir le changement de son état civil en 1974.

Similairement, Peggy Guex, une femme transgenre suisse, expose sur l'une des pages de son site une série de photos comparatives entre le prétendument dénommé Alain Tap(p) (avec son certificat de naissance allégué) et une certaine Peki d'Oslo qui serait — hypothétiquement — devenue Amanda Lear. L'écrivain y consigne notamment le commentaire suivant : 

« Peki d'Oslo, qui se produisait au début des années 1960 au Carrousel [à Paris], avait comme nom d'état civil Alain Tapp. Amanda Lear a démenti avoir porté un jour ce nom. Pourtant, la nomination au grade de chevalier de l'ordre des Arts et des Lettres […] mentionne son nom d'état civil : Amanda Tapp. »

Il en est de même pour Coccinelle, la plus célèbre femme transgenre française, qui parle aussi de Peki d'Oslo dans des termes similaires : Peki s'appelait alors Alain T. et était un jeune dessinateur de talent qui se serait fait opérer plus tard par le même chirurgien qu'elle, le gynécologue et chirurgien français Georges Burou à Casablanca au Maroc. Coccinelle ajoute plusieurs photos d'époque où on la voit en compagnie de la fameuse Peki d'Oslo. Le chroniqueur mondain et journaliste Jean-Pierre de Lucovich déclare également avoir connu la chanteuse lorsqu’elle se faisait appeler Peki d'Oslo,.
Le livre Casablanca voorbij de l'écrivain et éditrice belge Linda Asselbergs avec la Belge Corinne van Tongerloo, née garçon sous le nom Cornelis van Tongerloo, retrace les actes des pionniers qui ont permis aux opérations chirurgicales d'évoluer dans le domaine de la chirurgie de réattribution sexuelle ; entre autres à Casablanca. Un article de Knack traite de la sortie de ce livre et y parle d'« Amanda Lear (alias Peki d'Oslo, alias Alain Tapp) ». L'actrice transgenre Zazie de Paris fait le parallèle entre son rôle de précurseur en tant que comédienne établie en Allemagne et Amanda Lear, précurseur transgenre pour les discothèques.
L'artiste Dolly Van Doll, également opérée, ayant aussi travaillé au Carrousel, a connu Peki « qui était encore un garçon ». Elle « ne cesse de se rappeler de Peki d'Oslo avant [qu'elle devienne] Amanda Lear. […] Puis elle s’est mariée à Londres ».
Tout comme Jan Carson, elle est annoncée dans le « Festival of Strip-tease '65 » du Raymond Revuebar (en) lors du printemps et de l'été 1965 . Un des premiers articles londoniens consacré à la jeune femme rapporte déjà les dires fantasmés de celle-ci en déclarant qu'elle est âgée de 23 ans et qu'elle a parcouru la planète. Lorsqu’elle était à Beyrouth, un cheikh aurait désiré l'acheter en échange de vingt-cinq chameaux.

Un slideshow mettant en scène la vie d'April Ashley commentée par cette dernière la montre photographiée — au minutage vidéo allant de 08:32 à 08:55 — aux côtés d'Amanda Lear à Milan : 

« Et là, c’est moi et Amanda Lear en train de nourrir les pigeons à la piazza del Duomo à Milan où nous étions allées contempler les quelque 4 000 statues qui s'y trouvent exposées. On était de sortie pour la journée, à faire du shopping, à badiner et à déambuler çà et là comme de vraies touristes. Pourtant, une fois le soir venu, nous retournions travailler ensemble toutes les deux dans la même boîte de nuit,. »

Si A. Ashley et A. Lear étaient de grandes amies, leurs liens sont rompus selon la deuxième biographie de la première, The First Lady (2006), les deux femmes ayant eu un désaccord majeur et n’étant plus en lien depuis plusieurs années.
C’est dans sa première biographie, April Ashley's Odyssey (publiée en 1982), qu’April relate avoir suggéré à sa camarade d'antan, pour que cette dernière parvienne aisément à son objectif d'obtenir un passeport britannique, de s’unir avec l’Écossais Lear, mariage auquel elle participe (1965),,,. Les officiers de l'État civil sont S. G. Marsh et B. J. Lawrence. Les témoins du mariage sont A. Corbett et E. Charles,. Le site FamilySearch se réfère à un enregistrement de mariage — tiré du England and Wales Marriage Registration Index (en), 1837-2005 — à Londres de 1965 d'Amanda Tap avec Morgan P Lear.
Antonio Gracia José (es), dit « Pierrot », commente ce mariage dans son autobiographie, Mémoires de trans : 

« […] des détails patents ont été subsidiairement fournis quant à la nature fondamentalement biaisée de [ce] mariage civil de convenance tel qu'il fut entériné à Londres en 1965. Quand bien même ce qui précède pourrait s'apparenter à une véritable supercherie, il suffit de contacter le Chelsea Register Office pour s'assurer du caractère saugrenu dont relève cette union « matrimoniale » parodique qui, contre toute attente, a néanmoins réussi à se voir officialisée en date du 11 décembre 1965. En réalité, le seul intérêt poursuivi par [Amanda] Tap reposait sur l'obtention de la nationalité britannique,. »

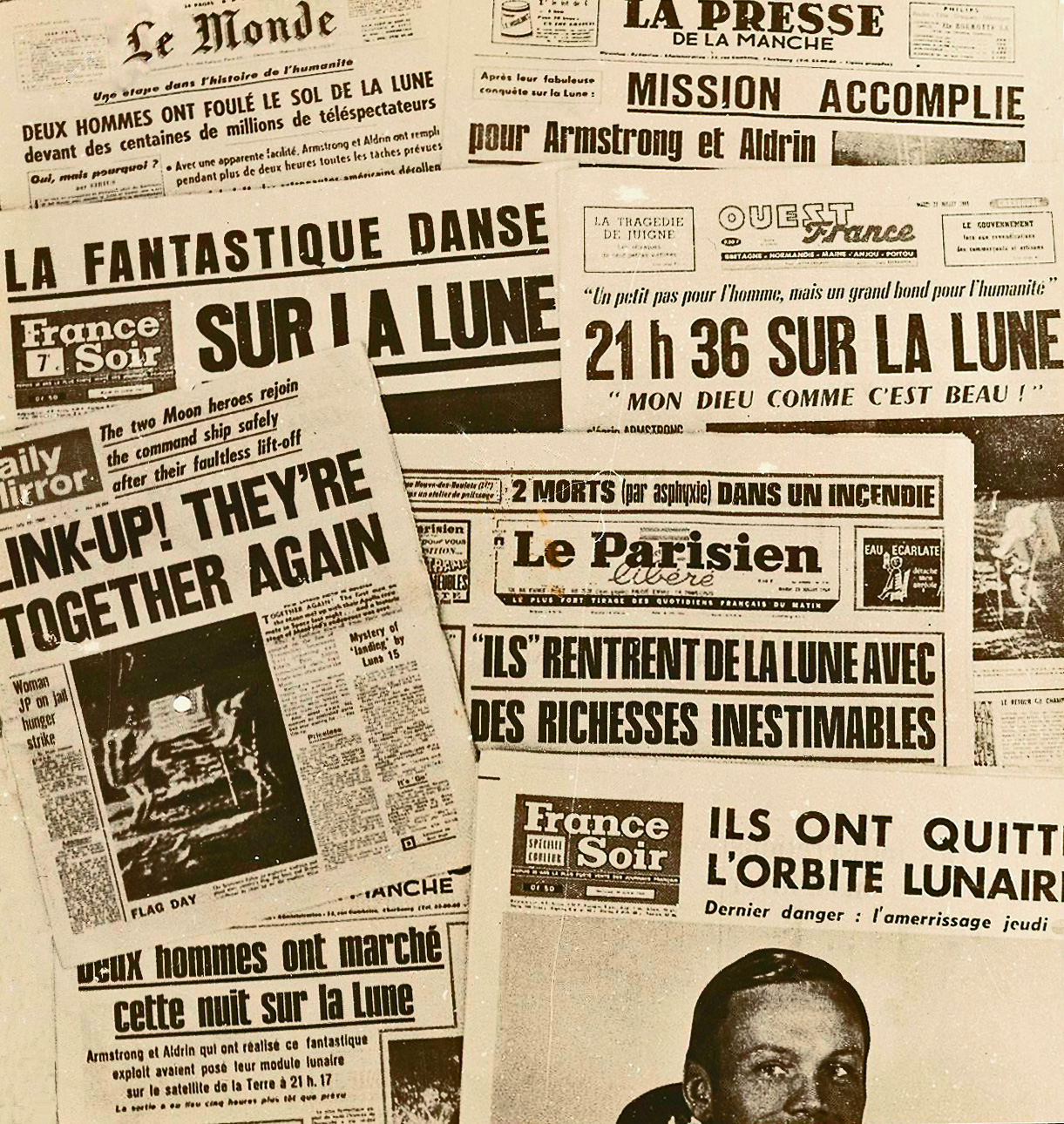
Plusieurs couvertures de presse, dont The Daily Mirror et Le Parisien libéré (1969).

Le journal britannique The Daily Mirror daté du 30 juin 1965 consigne une information analogue en stipulant in extenso que le « vrai nom de Mlle D'Oslo est Amanda Tapp » avec passeport français [« Miss D'Oslo, whose real name is Amanda Tapp »] : « Peki D'Oslo, strip-teaseuse, […] a découvert que sa chambre d'hôtel avait été mise à sac. Le voleur […] a été astreint à une peine de prison s'étalant sur une durée de quinze mois au chef d'inculpation de vol par effraction dans la chambre située à l’hôtel Leinster Towers de Bayswater [quartier du centre de Londres]. » Le 11 juin 1965, le même journal traitait de ce fait divers : « Mlle D'Oslo, guest star au Raymond Revuebar (en) […] a découvert le vol à son retour à l'hôtel – le Leinster Towers, à Bayswater […] son arrivée à Londres en provenance de Paris [datant d']environ trois mois ».
Le journal Le Parisien libéré, dans son édition du 22 mai 1967, signale que le mannequin français Peki d'Oslo, âgé de 27 ans, a été arrêté à Londres pour trafic de drogue en ravitaillant les Rolling Stones, après une descente de police. Ce même fait divers est relaté dans l’édition du 13 juin 1967 du Daily Mirror, qui spécifie l’identité de la personne arrêtée : « Peki d’Oslo — vrai nom Amanda Lear », et dans la collection du photographe et documentariste John Topham (en) où il est souligné que le mannequin Peki d'Oslo, 27 ans, sous son véritable nom Amanda Lear, fait face à des accusations de possession de drogues. Elle est accompagnée par John Crittle (en) pour sa comparution devant des magistrats le 27 mai 1967. Les accusations sont alors abandonnées, la police ayant confirmé que les pilules étaient prescrites dans le cadre d'un suivi médical. Cinquante-cinq ans plus tard, Amanda Lear conte l’anecdote dans le documentaire diffusé en 2022 consacré à la chanteuse,. Elle l'avait déjà fait en 2010 lors d'une interview au journal Libération en précisant « se retrouve[r] au poste, puis, à poil, en cellule, parce qu’on ne dénonce pas un Rolling Stones ».
 En 1967, l'hebdomadaire italien Oggi mentionne sa prestation à venir dans le film français initialement intitulé Comme mars en Carême avant d'être rebaptisé Ne jouez pas avec les Martiens. L'article s'épanche également sur cette arrestation à Londres pour trafic de stupéfiants dans la célèbre boutique Dandie Fashions (en). À cette occasion, le contenu textuel la nomme systématiquement « Amanda-Maurizio », arguant que les autorités britanniques avaient révélé sa naissance de sexe masculin : « D'ex-jeune homme jadis timide, il a su, depuis lors, tracer sa route pour devenir une vraie star ». Le contenu précise en sus que la « révélation » relative à la découverte inopinée de son véritable statut identitaire à l'état-civil déclenche aussitôt la jalousie et l'ire réactionnelle du syndicat des top models qui ne considère guère d'un bon œil de se voir « sexuellement » concurrencées « de manière déloyale » par un « homme déguisé en femme » dans un monde censé rester prioritairement réservé aux femmes… d'autant que le succès croissant et la renommée exponentielle du désormais dénommé « Amanda-Maurizio » lui valent déjà le privilège d'être « le mannequin le mieux rétribué de la capitale », outre de rivaliser dangereusement avec des pointures internationales telles que Jean Shrimpton et Twiggy.
 Six ans plus tôt, le numéro 41 du périodique italien Lo Specchio (it), paru en octobre 1961, rapportait des propos publiquement prononcés par la « bellissima Amanda » alors qu'elle se produisait à cette époque dans un cabaret milanais nommé Caprice. Le journaliste stipule qu'à ce moment précis, « Amanda changeant brusquement de voix et d'attitude », déclara qu’ 

« Afin d'éviter tout quiproquo, je tiens à préciser, Cher Monsieur, que je suis Alain Louis René Maurice Tap ; je suis né à Saïgon, ex-Indochine française [en français], il y a 22 ans ; je suis actuellement considéré comme l'un des meilleurs transformistes professionnels au monde,. »

 Tandis que le numéro du 10 septembre de la même année publiait déjà concernant « Amanda, née il y a 22 ans à Saïgon, de son vrai nom Alain Maurice René Louis Tap », que « le passeport enregistré au nom de « monsieur Tap » contient un document également valide et contresigné par le Consul de France à Berlin autorisant « monsieur Tap » à se faire nommer « mademoiselle Amanda », sur la base d’un certificat établi l’année précédente pour l'artiste par un docteur français qui stipule que monsieur Tap est physiologiquement et physiquement femme » ; la presse italienne relevant subsidiairement qu’« Alain Tap est aussi le vrai nom de Peki ».

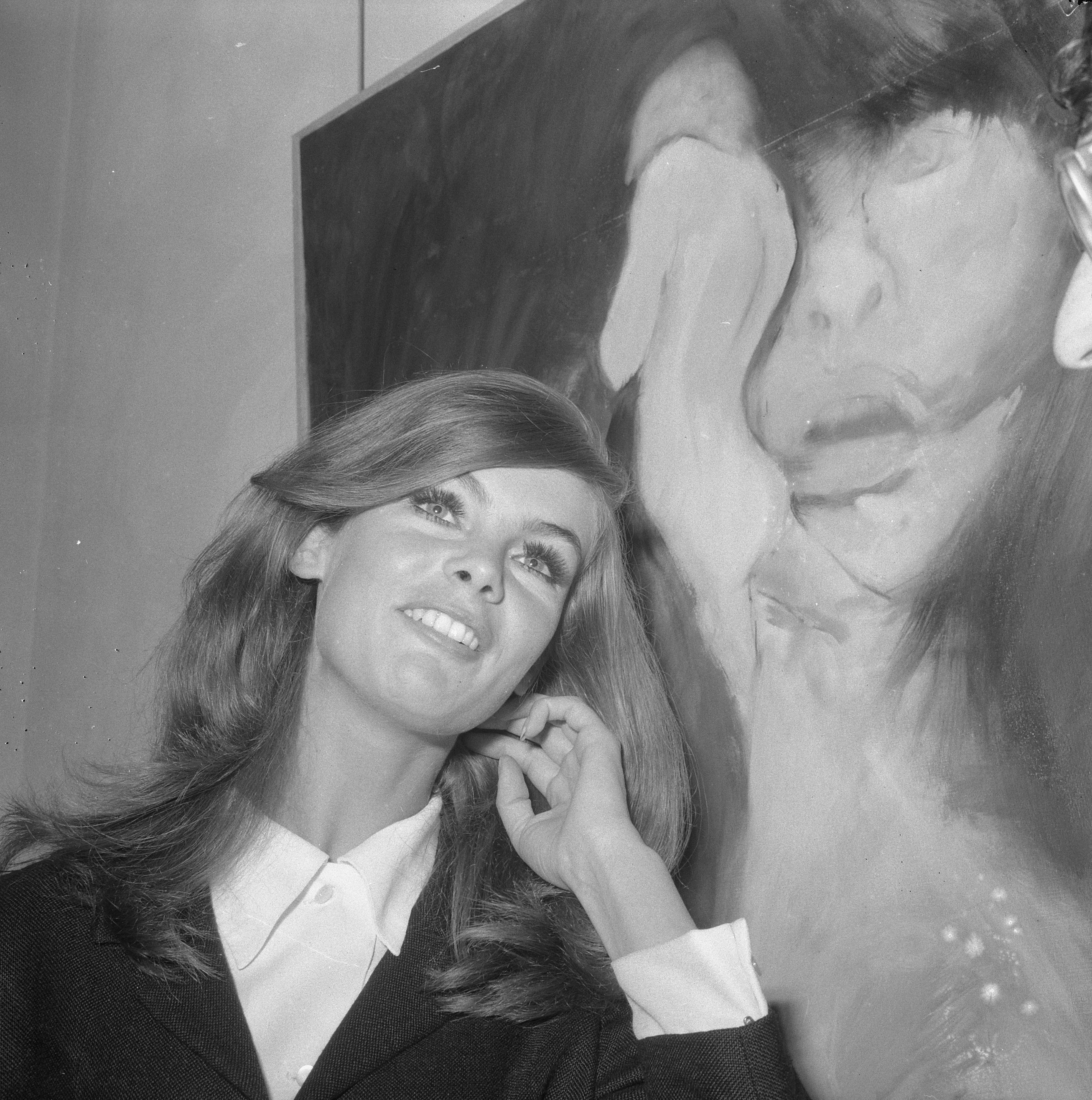
Jean Shrimpton dans une galerie d'art en 1965.

Le documentaire Amanda Lear : « Appelez-moi mademoiselle » de Patrick Jeudy diffusé en avril 2023 sur Arte reprend différents faits relatifs à cette ambiguïté transgenre. Le réalisateur déclare qu'« elle a envoyé émissaires et avocats » pour empêcher ce projet, qui lui déplaît.
En 1978, l'écrivain et journaliste italienne Camilla Cederna (it) s'intéresse à l'ambiguïté du « cas Amanda Lear » et publie à son sujet un article à sensation intitulé « Et si Amanda… » pour le compte du périodique TV Sorrisi e Canzoni (it). Elle y révèle qu'au cours de son enquête elle serait parvenue à mettre la main sur le « passeport français de la chanteuse déposé au bureau de son hôtel à Milan ». Ce document d'identité aurait été « émis dans le sud de France à Carcassonne et libellé au nom d'Alain Tap, travesti, né à Saïgon le 18 juin 1939 avec, au-dessous, la mention de son nom de scène : Peki d'Oslo », information parue également dans le magazine hebdomadaire italien Il Borghese (it) qui précise qu’« Amanda Lear s’appelait alors Peki d'Oslo et était indiquée – ou indiqué – sur le passeport et sur une note de la police de Carcassonne comme « Tap Alain, né le 18 juin 1939 à Saïgon, « dit Amanda, », nationalité française » ».

Le même article poursuit en ces termes : 

« Il en ressort que celui qui — se faisant appeler Amanda Lear et désormais âgé d'une quarantaine d'années — argue à cor et à cri « je suis femme, femme, femme » à qui veut bien l'entendre via la couverture du journal Playboy se trouve en réalité être bardé d'injections de silicone qu'il tente de hisser cahin-caha sur des talons aiguilles,. »

Le journaliste italien Simone Vazzana retrace son passé pavé d'informations contradictoires et fait référence à l'article de Camilla Cederna dans les colonnes de La Stampa. De plus, il reproduit l'encart d'un article sorti des archives présentant un extrait d'acte de naissance émis par le service d’état civil du ministère français des affaires étrangères à Nantes en février 1979 au nom d'Alain Maurice Louis René Tap, né le 18 juin 1939 à Saïgon :

« C'est l'Amanda « originale ». Ci-dessus, une très rare image d’Amanda « au naturel » : un beau garçon aux traits vaguement orientaux. Alain-Amanda, en fait, est né à Saïgon, comme on peut le lire dans l'extrait de naissance, ici à gauche : son vrai nom est Alain Maurice Louis René Tap, né en 1939, de sexe masculin sans équivoque,. »

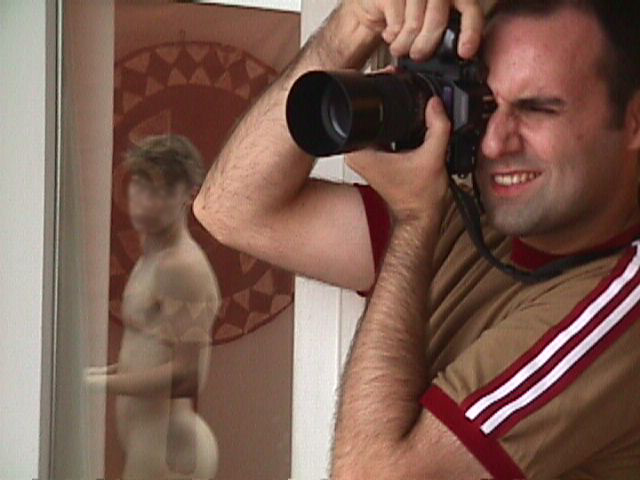
Le photographe et journaliste.

En poursuivant dans la même direction, le photographe et journaliste italien GiovanBattista Brambilla (es) ayant compilé diverses archives sur le mannequin se réfère, dans les pages de Pride (it), également à cet article de Cederna. Qualifié de « travesti Maurice » se produisant à Milan au théâtre Le Maschere dans les années 1960 et à Chez Nous à Berlin. Il évoque aussi un numéro de Lo Specchio (it) d'octobre 1961 où « à l’intérieur il y a une belle page avec des photos dédiées au travesti Alain Louis René Maurice Tap, alias « Amanda », lors d'une performance dans le night-club milanais Caprice. » L'article est en outre illustré de photos et d'articles datés de 1959 à 1978.
Il est par ailleurs précisé les références du « passeport français à couverture bleue 48388 délivré le 2 juillet 1958 par la préfecture de Carcassonne au nom d’Alain Tap dit Amanda, travesti, né à Saïgon le 18 juin 1939 ».
Au cours de l'émission Le Divan de Marc-Olivier Fogiel, deux photos publicitaires émanant du Crazy Horse Saloon — et affichant l'image de la dénommée « Peki d'Oslo » — défilent à l'écran sans susciter aucune réaction de la part d'Amanda Lear. En 2007 sur le plateau de T'empêches tout le monde de dormir, la question de l'ambiguïté sexuelle est abordée par Marc-Olivier Fogiel, qui précise : « Vous vous appeliez Alain […] Peki d'Oslo […] vous vous êtes fait opérer deux fois ». En 1996 dans Paris Dernière, Thierry Ardisson semble la provoquer lorsqu'il lui rapporte les propos censés venir d'un membre de sa famille : « Amanda s'appelle Alain ».
La chanteuse et propriétaire de boîtes de nuit parisiennes Régine, avec qui elle a été très amie, affirme aussi l'avoir connue à l'époque où Amanda Lear était de sexe masculin : « Moi je l’ai connue en garçon. Elle chantait dans les petits bistrots, », affirmation que l'intéressée n'a pas manqué de tourner en dérision en postant une ancienne photo d'elle en uniforme militaire avec la légende : « En soldat… Pour Régine »,.
Ces éléments sont repris et complétés par d'autres sources,,, et parfois abondamment illustrées par des photos d'époque de Peki d'Oslo,, y compris dans la Domenica del Corriere ou dans Bild, et des fac-similé de l'acte de naissance d'Alain Tap. Le biographe Clifford Thurlow (en), l'artiste Carlos Lozano ainsi que les journalistes Màrius Carol (es), Juan José Navarro Arisa et Jordi Busquets appuient aussi ce postulat,,. La femme de lettres américaine Francine Prose décrit « Amanda Lear (anciennement Alain Tap) […] se produisant […] sous le nom de scène Peki d'Oslo ». Cependant, Amanda Lear a répété dans plusieurs entretiens accordés à des journaux anglais, où serait née cette rumeur, n'être ni Peki d'Oslo, ni Alain Tap(p). Dans le documentaire retraçant sa vie diffusé sur Arte le 25 février 2021 et lors duquel trois photographies issues de Playboy sont diffusées à l'écran, elle ironise : « J'ai posé même toute nue dans Playboy, vous vous rendez compte, j'étais toute nue dans Playboy et en Italie, c'était en Italie, il y avait des savants ou des médecins - j'sais pas - italiens, ils agrandissaient ma photo sur un écran, toute nue, pour regarder les poils, des poils de mon sexe, comment étaient les poils si c'était dans ce sens ou dans ce sens mais une chose extraordinaire alors que le monde… Il y a des choses terriblement importantes dans le monde, je sais pas à cette époque-là […]. Eh ben eux ils regardaient les poils de mon cul. C'est vraiment extraordinaire ! [rires] »,,.
L'artiste hawaïen Bobby Holcomb, ayant côtoyé Lear lorsqu'ils étaient tous deux à la cour de Dalí, condamne la tromperie de l'interprète. Dans le documentaire diffusé en 2022 consacré à la chanteuse, Macha Méril est admirative lorsqu'elle déclare : « Elle est de ces personnes qui se sont créé un personnage et qui s'y tiennent toute leur vie […] c'est une sorte de pari contre l'opinion, contre le réel, contre la vérité. […] Sa vie est une création […] elle est un être de science-fiction. […] la vérité n'est pas très intéressante,,,. ». Pareillement, lors d'un autre documentaire, le journaliste Éric Dahan poursuit dans la même direction : « Tout le monde a droit à sa part de mystère, tout n'a pas à être public. »

En 1979 paraît une de ses chansons, dont les paroles ne lèvent pas les ambiguïtés évoquées, : 

« Les chirurgiens m'ont si bien construite que personne ne peut dire que j'étais autrefois quelqu'un d'autre […] Mon immense secret est le mien. »

— Fabulous (Lover, Love Me) (en)
Jean-Michel Bouhours, commissaire de l'exposition Dalí au centre national d'art et de culture Georges-Pompidou en 2012, déclare à propos de ce dernier qu'« il était fasciné par les travestis. Lui-même d'ailleurs a cherché à se travestir ». Michel Nuridsany, dans son livre Dalí, fait état des précisions de Clifford Thurlow (en) et Carlos Lozano qui situent Calle de la Palla dans le Barrio Gótico les représentations barcelonaises du travesti,. À l'époque, l'architecte catalan Òscar Tusquets fréquente Dalí et son modèle — comme Lear l'écrira en 1984 dans la biographie Le Dalí d'Amanda (en) — il la nomme Peki d'Oslo et la décrit durant l'une de ses exhibitions de l'époque au cabaret New York à Barcelone comme « la sorcière de Blanche-Neige […] commenc[ant] un superbe et lent striptease sous les accords d'Adagio de Albinoni,, ». Comme elle le déclare en 2015, elle fréquente le cabaret barcelonais El Molino (es), qu'elle qualifie de « sordide ». Dans celui-ci se jouent des exhibitions de transformistes,. Carmen de Mairena le décrit comme un gage de classe, d'évolution. Jordi Coca (es) en parle comme un lieu de représentations « où il y avait essentiellement des spectacles de travestis […] où je me souviens avoir vu Peki d'Oslo, qui s'est fait appeler plus tard Amanda Lear, ». Le journaliste espagnol Lucas Martín retrace les années Costa del Sol du couple Dalí-Lear dans La Opinión de Málaga (es) en décembre 2016 : 

« Lors de ses premières visites sur la Costa del Sol, Amanda, qui répondait alors au surnom artistique de Peki d'Oslo, n'était pas encore devenue une légende. […] La chanteuse était alors tout simplement une artiste de variétés de l'hôtel Pez Espada (es). [Ouvert en 1959, l'hôtel accueille de nombreuses personnalités, notamment des stars du cinéma.]. »

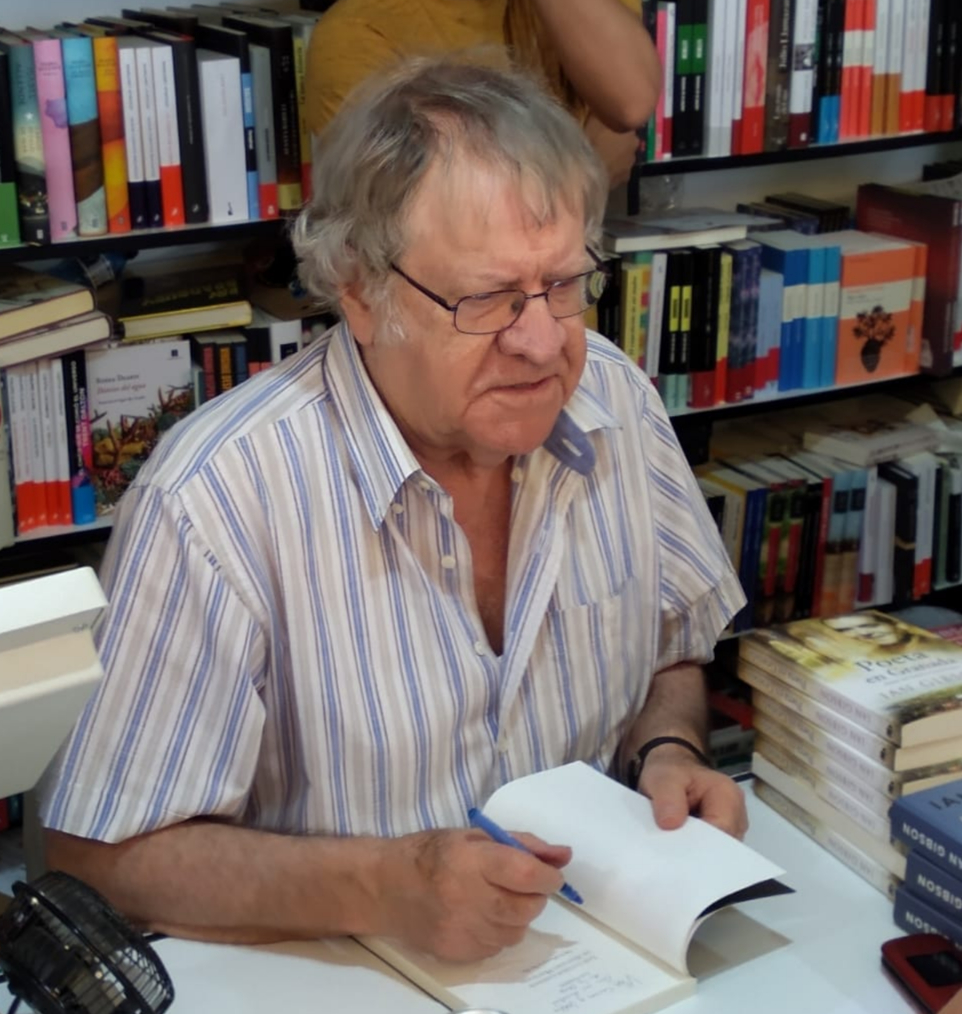
Ian Gibson à la foire du livre de Madrid.

Lorsque le biographe de Dalí, Ian Gibson, l'interroge sur son genre à la naissance, Amanda Lear est rapportée s'énerver et essayer — sans succès — de le convaincre. « Elle a toujours nié avec véhémence qu'elle était une transsexuelle alors que c'était un fait bien établi,. » Dans son ouvrage Sex, Surrealism, Dalí and Me: The Memoirs of Carlos Lozano, le biographe britannique Clifford Thurlow (en) rapporte les propos du peintre catalan la déclarant travesti et précisant qu'elle est alors sa préférée – « This is my favourite » –, aux côtés de Pandora et de Potassa, qui formaient un trio de garçon-filles [« boy-girls »] au sein de ses courtisans. En octobre 2013, le conférencier, journaliste, producteur musical et ingénieur du son espagnol Julián Ruiz (es) publie un article dans El Mundo où il écrit : 

« Les journalistes, amis de Dalí et artistes qui les entouraient ont toujours affirmé qu'Amanda Lear se nommait en réalité Alain Tapp et qu'il était le fils d'un officier de la Marine française et d'une mère d'origine vietnamienne moghole. Son patronyme Lear n'est que le fruit d'un mariage de convenance avec un marin écossais. C'est au cours des années cinquante que Salvador Dalí croise son regard pour la première fois dans un night-club parisien, Le Carrousel, où Alain/Amanda se produisait comme travesti sous l'alias Peki D'Oslo […]. Le fait est que Dalí tombe amoureux du travesti et décide de financer l'opération de changement de sexe. Il est prouvé qu'Alain a été opéré au printemps 1963, à Casablanca, par le Dr Georges Burou, qui avait mené des opérations similaires sur des pionniers célèbres tels que Coccinelle et April Ashley. »

La Bibliothèque nationale d'Espagne recense Peki D'Oslo comme véritable pseudonyme de la chanteuse.
Dans la biographie Salvador Dalí: a la conquista de lo irracional de Javier Pérez Andújar (es), ce dernier rapporte que l'auteur Clifford Thurlow a assuré que c'était le peintre qui avait payé la chirurgie de réattribution sexuelle,. Il est à noter sur ce point que le photographe et journaliste italien GiovanBattista Brambilla déclare avoir contacté April Ashley ; celle-ci aurait précisé qu'il y eut « deux opérations à Casablanca : la première en 1963 (avec des résultats désastreux), la deuxième en 1964. ».

De façon similaire, l'hebdomadaire colombien Cromos écrivait déjà, en 1980 : 

« Dans les années soixante, un garçon nommé Alain Tap se produisait en qualité de travesti en Italie et en Allemagne, déclamant haut et fort à qui voulait l'entendre : « Je suis le plus grand travesti du monde ». Alain Tap a ensuite procédé à son changement de sexe au cours d'une intervention chirurgicale spécialisée effectuée au Maroc à Casablanca. Cependant, ses seins, ses hanches, ses yeux et son regard sont demeurés strictement inchangés, ce qui fait que nombre de témoins de cette époque peuvent affirmer sans l'ombre d'un doute qu'Alain Tap et Amanda Lear ne font qu'un,. »

Dans son autobiographie — intitulée Mémoires de trans — parue en 2006, Antonio Gracia José (es), dit « Pierrot », écrit : 

« il est regrettable qu'Amanda Lear persiste à vouloir nier à tout prix son statut de transsexuelle alors qu'il s'avère pourtant déjà largement confirmé à ce stade. La vérité sur son cas a été initialement révélée dans le livre d'April Ashley — Odyssey — publié en 1982. Dans cet ouvrage, il apparaît que […] le nom [originel] de naissance relatif à la susnommée avait déjà été publié avant son opération […] [Il en résulte que] celle qui se fait désormais appeler Amanda Lear était, à l'origine, un beau jeune homme français prénommé Alain Tap,. »

Roberto Rizzo, journaliste au Corriere della Sera, rapporte, en 2002, les propos de Lear, en les commentant comme suit : 

« Homme ? femme ? je suis au fond telle que vous me percevez, répond une fois encore évasivement Amanda Lear à une énième question portant sur la véritable nature de son personnage qui, comme l'écrivit le mensuel français Femme, a su ériger les contours d'une trajectoire passant de Dalí à Berlusconi en transitant par David Bowie et Bryan Ferry. […] Dût-il s'agir de sa véritable date de naissance — de 1939 à 1950, chaque année s'avérant supposément la bonne — ou de sa transsexualité présumée — s'appelait-elle vraiment Alain Maurice Tap ? —, sa vie reste au demeurant une énigme non élucidée : un mystère non résolu, nommé Amanda, relaté à Sene par quelques-uns des proches qui l'ont côtoyée. Parmi ceux-ci, les propos émanant du photographe parisien Denis Taranto, qui, la fréquentant depuis 1970, précise qu'« il n'y a pas qu'une seule et unique Amanda, [mais que, en réalité], il en existe bien d'autres en réserve », »

### Carrière musicale

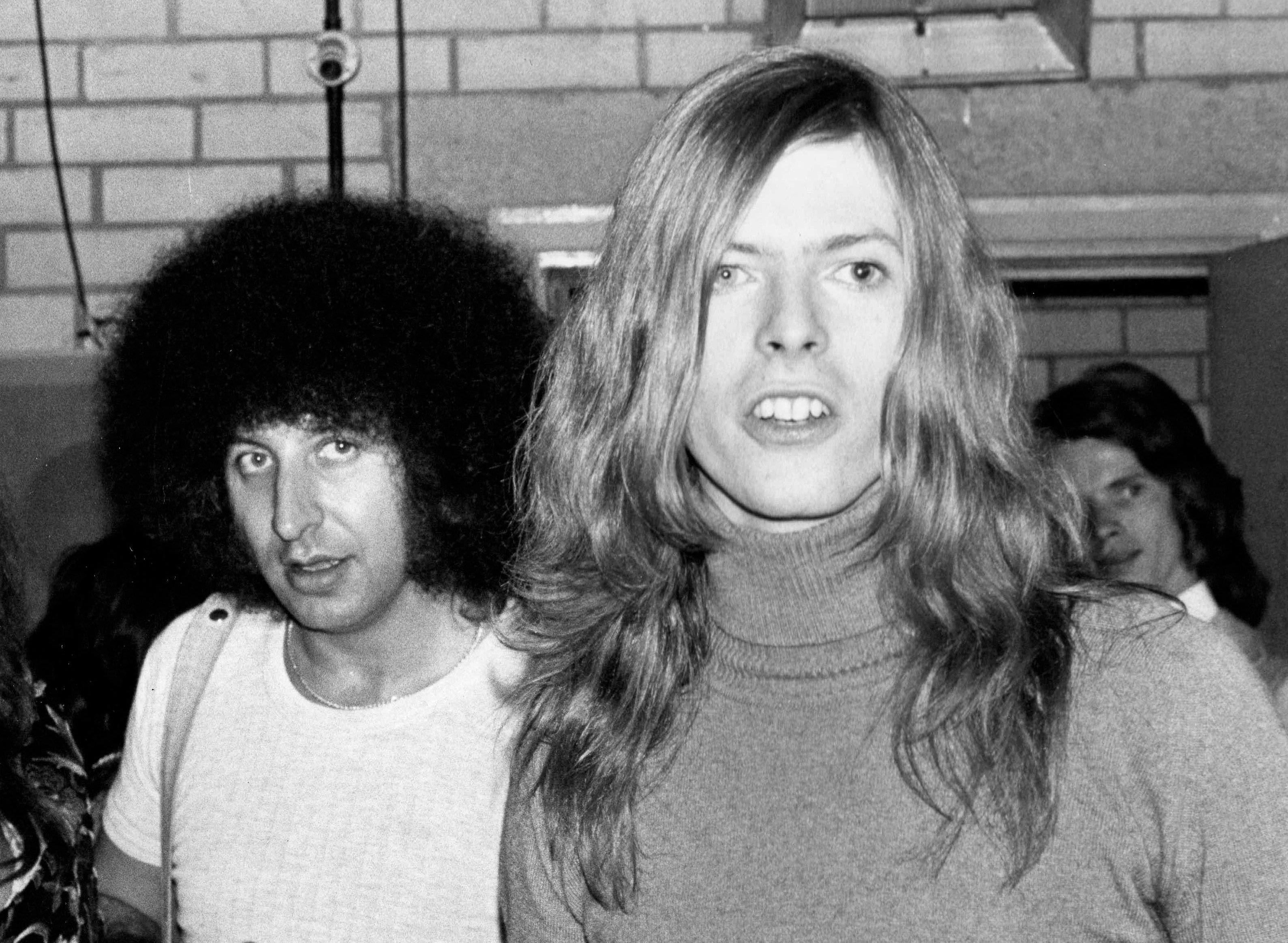
Tony Defries et David Bowie en 1971.

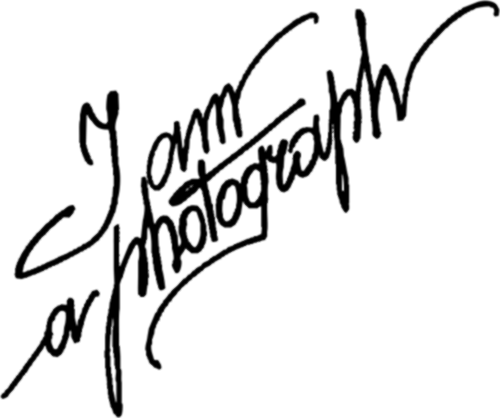
Logo dI Am a Photograph, premier album de la chanteuse.

Du milieu des années 1970 au début des années 1980, elle est alors une chanteuse disco vendant des millions d'albums, principalement en Europe continentale et en Scandinavie.
C'est David Bowie qui lui suggère de chanter, lui paye des cours de chant et de danse. Il recommande la coach vocale hongroise Florence Wiese-Norberg, avec qui il a également travaillé. Ils tournent ensemble des émissions de télévision, dont The 1980 Floor Show (en) en octobre 1973 « un show spécial pour NBC au Marquee Club,, ». Elle est alors en contrat avec MainMan, la société de Tony Defries. David Bowie y joue la sérénade à Amanda Lear avec Sorrow, chantant en live accompagné par une bande sonore enregistrée, suivie d'une conversation surréaliste basée sur l'épisode de la Chenille du roman Les Aventures d'Alice au pays des merveilles de Lewis Carroll. Ce spectacle est gravé sur CD et DVD dès les années 2000,. Le Record Mirror rapporte le 11 mai 1974 que Bowie prévoit d'adapter la bande dessinée Octobriana avec Amanda Lear dans le rôle-titre, la concrétisation de ce projet n'aboutira pas,. Au Global Village (en) sous la gare de Charing Cross, elle réceptionne en septembre le prix Top Male Singer des Melody Maker Pop Poll Awards 1974 au nom de Bowie.
En 1975, son premier enregistrement nommé Star est produit par Bowie,. Ce titre n'est jamais sorti. En 1975 toujours et grâce aux frères italiens La Bionda, Amanda Lear sort son premier single en France, La Bagarre, qui connait un certain succès en discothèque. Il s'agit d'une adaptation en français de Trouble d’Elvis Presley déjà interprétée par Johnny Hallyday en 1962. Elle sort une reprise en anglais de Trouble en 1976, sur le label anglais Creole Records. Peu de temps après, elle signe un contrat avec la maison de disques munichoise Ariola Records et commence à travailler avec le producteur et compositeur allemand Anthony Monn,. La même année la chanteuse obtient son premier tube, Blood and Honey (en),,.
En 1977 sort son premier album I Am a Photograph, dont le titre est une référence à sa carrière de mannequin. Il reste classé dix-sept semaines dans les charts allemands et deux tubes en sont extraits : Tomorrow (en) et surtout Queen of Chinatown (en). Ce dernier est d'ailleurs son unique single à se classer dans les charts au Japon et le titre d'Amanda Lear le plus samplé,. Certaines versions rencontrent le succès.
En 1978, le single Follow Me enregistré et produit à Munich par le producteur Anthony Monn devient un tube européen. Trois ans après la parution de son premier titre, Follow Me est le plus grand succès de l'artiste. Cette chanson est celle qui a été remixée le plus souvent (pour elle), avec quatorze versions (sorties dans le commerce, sur des albums, maxi-singles, remixes, maxi-remix, etc.). Elle est aussi celle qui a été la plus reprise,,. Elle précède la sortie du deuxième album de la chanteuse, Sweet Revenge. L'album est certifié disque d'or en Allemagne de l'Ouest et en France,. Il est d'ailleurs son unique disque de certification, autant français qu'allemand. Enigma (Give a Bit of Mmh to Me) (en) est un autre extrait de l'album se classant dans les charts. Follow Me et Enigma (Give a Bit of Mmh to Me) se démarquent car ils sont les seuls singles de la chanteuse à entrer dans les classements zimbabwéen et sud-africain,. Dans le même ordre d'idées, les ventes turques des chansons Queen of Chinatown (en) et Follow Me en font les seuls singles à entrer dans les classements nationaux. En septembre de la même année, Amanda Lear donne un concert exceptionnel au Palace à Paris. Run Baby Run (en) se classe dans les charts espagnols, il s'agit de l'unique titre ayant rencontré le succès sur les terres ibériques. Sa popularité lui permet de faire sa promotion régulièrement dans plusieurs émissions à grande écoute principalement en France et en Allemagne de l'Ouest telles Les Rendez-vous du dimanche, Numéro un, Star Parade (en), Stars in der Manege, Midi Première, Top Club, Musikladen (en), Aktuelle Schaubude, Ein Kessel Buntes et Disco (en).

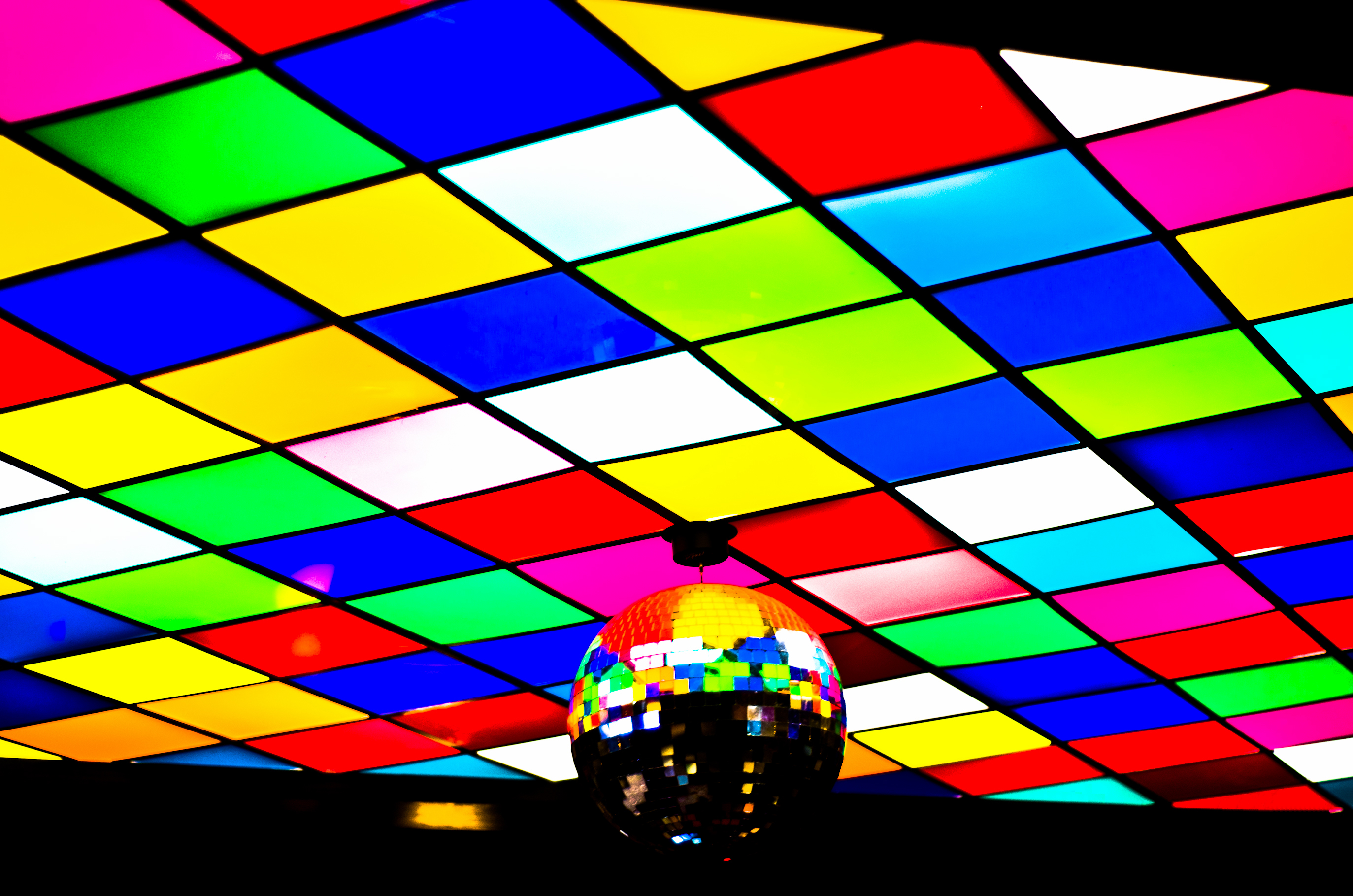
Damier coloré lumineux et boule à facettes illustrent le genre disco.

Encouragée par cet accueil, Amanda Lear sort un troisième album, Never Trust a Pretty Face, porté par le simple Fashion Pack (en) devenant un tube pour la chanteuse. Dans la discographie de la française, cet album se démarque car il entre dans un classement musical sur le marché nord-américain. Le disque fait une percée dans les charts au Canada en atteignant la 20e place du classement des albums disco. Elle joue avec les allégations sur son identité transgenre dans les paroles de certaines de ses chansons telles en 1979 Fabulous (Lover, Love Me) (en), If I was a Boy ou I'm a Mistery (délibérément mal orthographié pour faire référence au mot mister). La VHS Live in Concert 1979 (en) filmé à Hambourg sort en 1980. Hormis le documentaire érotique Follow Me, suivez-moi (Follie di notte), il s'agit du seul enregistrement vidéo dans la discographie de la chanteuse. Cet enregistrement, dont la moitié est présenté en playback, sera réédité et augmenté en 2008 sur DVD.
Son quatrième album, Diamonds for Breakfast, sort en 1980 et rencontre un grand succès dans certains pays tels la Suède, la Norvège, l'Autriche et l'Allemagne de l'Ouest. Il est précédé par Diamonds (en), dernier single à bien se vendre.
En 1981, elle a déjà vendu près de vingt millions de disques et souhaite retourner à son premier amour, le rock. À Londres, elle enregistre des maquettes avec Trevor Horn pour un futur album — dont les titres ne seront pas publiés — mais sa maison de disques Ariola n’est pas convaincue et l’oblige à sortir un autre album disco. Intitulé Incognito, il rencontre un succès modéré en Scandinavie et dans sa version espagnole en Amérique du Sud. Il déçoit commercialement. Il s'agit de la dernière collaboration du tandem Lear-Monn ainsi que du dernier véritable succès discographique de la chanteuse,.

Logo d'Ariola Records de 1967 à 1987.

En 1982, elle intente une action en justice contre Ariola-Eurodisc afin d'être libérée de son contrat pour différends artistiques. Cette action échoue et elle reste liée avec le label, comme stipulé dans le contrat initial, jusqu'à la fin 1983. Quelques singles et l'album Tam-Tam sortent dans ce délai. La relation entre Lear, Monn et son ancienne maison de disques reste tendue jusqu'au début des années 2000. Enregistré à Los Angeles et à Rome, Secret Passion est son premier album studio postérieur au départ d'Ariola Records. Il sort en 1986 sous le label Carrère Records. Il est censé marquer le retour discographique d'Amanda Lear, mais celle-ci subit un grave accident de voiture alors qu'allait commencer la promotion de Secret Passion. Elle est incapable d'assumer ces engagements en raison d'une hospitalisation suivie d'une convalescence s'étalant sur des mois, et les ventes du disque restent confidentielles,. La chanteuse profite de son immobilisation pour écrire un roman, L'Immortelle, qui sort en 1987.
Amanda Lear continue par la suite d’enregistrer des singles et des albums avec plus ou moins de succès. Dans le but de maintenir sa popularité en Italie, elle enregistre Uomini più uomini, un album pop entièrement en langue italienne, dont deux titres sont écrits par Giorgio Conte, le frère de Paolo Conte,.
Back in Your Arms paraît en 1998 avec un nouveau label. Le disque est composé de neuf de ses chansons les plus connues de l'ère disco d'Ariola qu'elle réenregistre. À celles-ci s'ajoutent une reprise et quatre nouvelles versions de titres moins connus. En réaction, le label allemand BMG-Ariola publie la compilation Amanda '98 – Follow Me Back in My Arms. Étant donné que la société détenait les droits sur le catalogue de Lear, ils remplacent les réenregistrements par les chansons originales et par des remix d'autres titres. L’album Heart (en) est publié en 2001. Deux singles en seront extraits : la reprise de Love Boat et I Just Wanna Dance Again, formaté pour les discothèques. En 2005 sort Forever Glam! (en) une compilation retraçant sa carrière. Elle s'associe pour la première fois avec Alain Mendiburu, qui devient son producteur à long terme. La même année, le titre Paris by Night (en) entre en 77e position dans les classements russes et en 43e position en Italie,.
Amanda Lear est faite chevalier de l'ordre des Arts et des Lettres en 2006,. Cette décoration honorifique récompense « les personnes qui se sont distinguées par leur création dans le domaine artistique ou littéraire ou par la contribution qu'elles ont apportée au rayonnement des arts et des lettres en France et dans le monde ».
Le 30 octobre 2006, Amanda Lear est de retour avec son treizième album, intitulé With Love, recueil de douze classiques parmi ses préférés tels My Baby Just Cares for Me, Déshabillez-moi, Bambino…
Le quatorzième album d'Amanda Lear intitulé Brief Encounters est sorti en Italie en octobre 2009 et le quinzième album Brand New Love Affair est sorti le 23 novembre 2009.

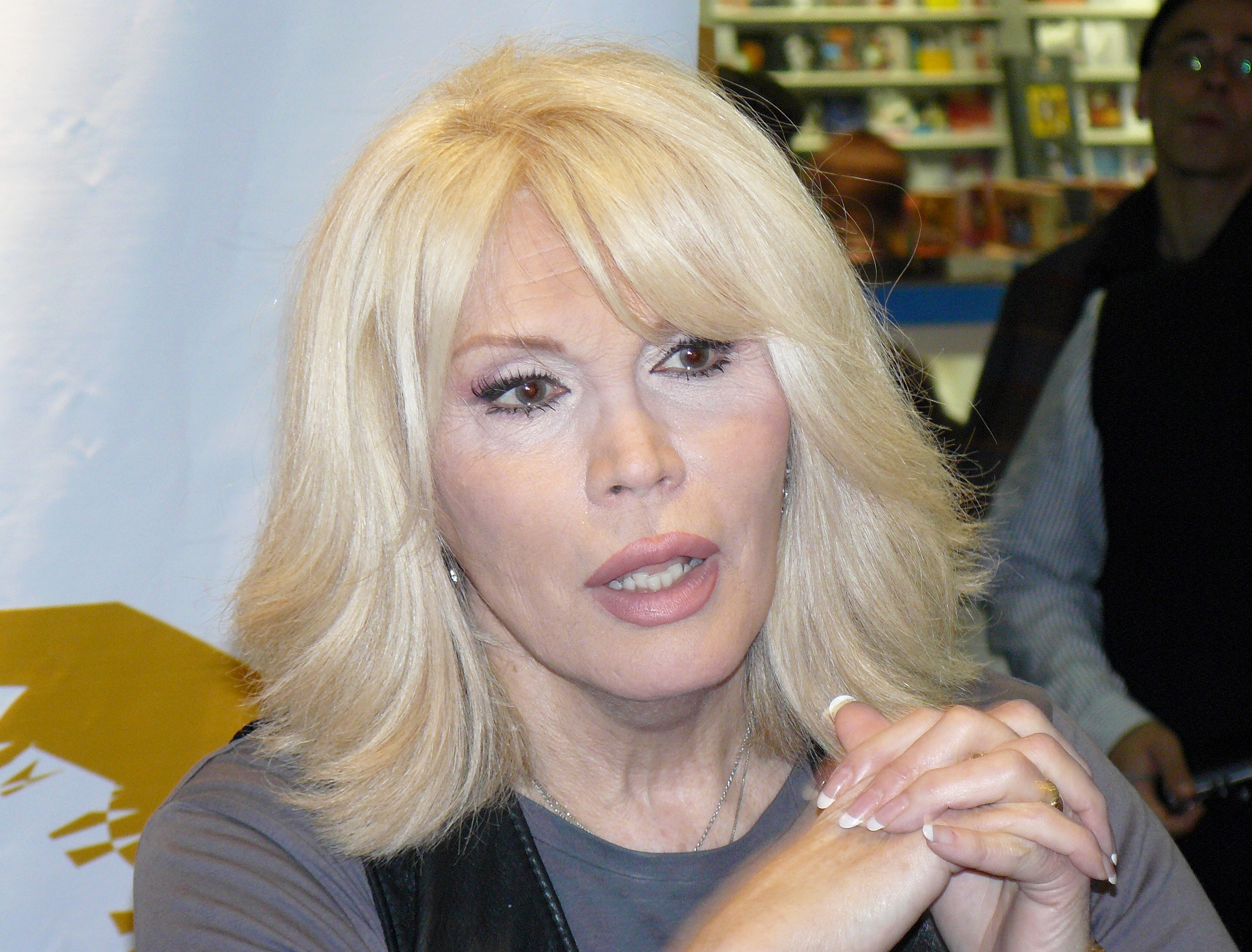
Amanda Lear en 2010.

Son seizième album, I Don't Like Disco, électro-rock, est disponible le 9 janvier 2012. C'est à cette époque que débute une collaboration avec le label Boomlover, nommé Little Boom Records à sa création. Elle sort La Bête et la Belle (en) le 30 avril 2012. Enregistré en France, cet album inclut pour la première fois depuis 1983 dix titres originaux sans reprise. La vidéo filmée à l'hôtel Meurice le 16 janvier 2012 par Fred Gasimov, dans la chambre où avait l'habitude de séjourner Salvador Dalí,, est présentée pour la première fois durant l'émission de Laurent Ruquier, le 30 janvier. En juillet 2012, Andy Bell — le chanteur du groupe Erasure — propose une nouvelle production du titre La Bête et la Belle qui se retrouve sur la version « de luxe » de l'album I Don't Like Disco, le 27 août, incluant des remixes et deux nouveaux titres.

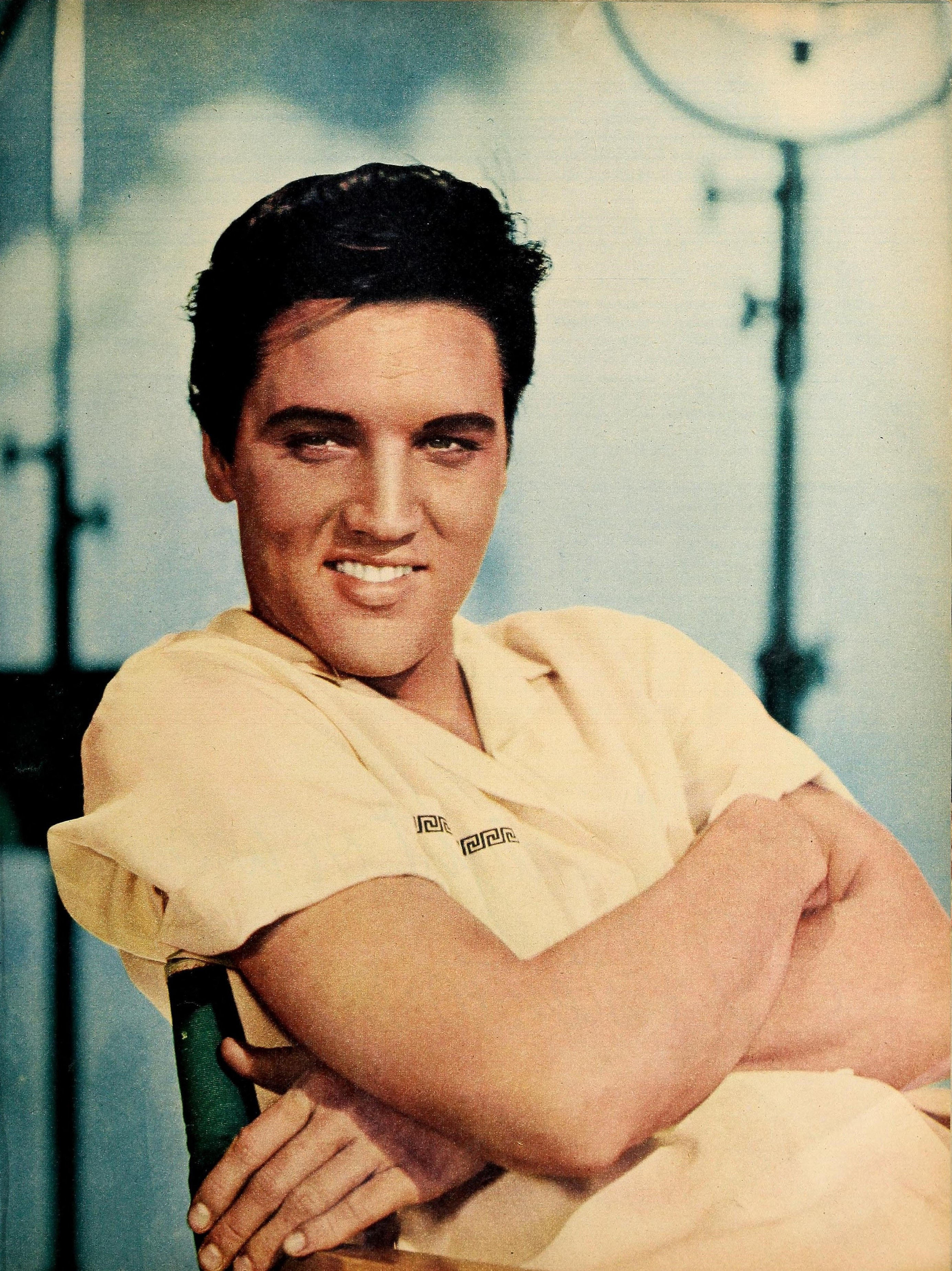
Elvis Presley en 1958.

En mars 2014, Amanda Lear sort My Happiness, son dix-septième album studio. Enregistré à Paris, il est de nouveau produit par Alain Mendiburu, arrangé par Landser et mixé par Gael Brusseleers. Véritable projet Crossover loin de tout accent Dance ou Disco, il intègre des arrangements Pop et Classique avec la présence de musiciens du Secession Orchestra, dirigé par Clément Mao-Takacs ainsi que le pianiste français Gérard Beauchamp qui intervient sur la chanson Heartbreak Hotel. La chanteuse y rend hommage à son idole de toujours Elvis Presley en reprenant les grands tubes du King : Viva Las Vegas, Heartbreak Hotel, It's Now or Never, All Shook Up, (You're the) Devil in Disguise... mais aussi Trouble son tout premier titre déjà une reprise d'Elvis Presley. Il intègre aussi le propre premier titre enregistré par Elvis Presley en 1953 qui donne le nom à l'album My Happiness.
Fin 2015 en Italie paraît Mai più, un duo avec le chanteur de pop-rock italien Gianluca De Rubertis (it) dans l'album de ce dernier, appelé L'universo elegante (it).
En mai 2016 paraît Let me Entertain You, son dix-huitième album studio, dans lequel elle explore tous les styles de sa discographie, du disco à la dance, de la pop au slam en passant par les ballades en italien. Le CD comprend en plus de l'album un live d'Amanda Lear, qui interprète son album en intégralité sur scène devant un public, et accompagnée d'un orchestre. Pour la promotion de cet album, elle chante la ballade La Rumeur sur le plateau des émissions C à Vous et Le Grand 8, et la chanson Couleurs sur le plateau d'Amanda Scott sur France 2. En Italie, c'est une autre chanson extraite de l'album, Prima del tuo cuore (avec Gianluca De Rubertis), qui sort en single et bénéficie d'un clip vidéo. Plusieurs extraits du live de l'album sont également publiés sur la chaîne YouTube officielle d'Amanda Lear. L'album atteint la 80e place des classements en Italie.
Le 17 octobre 2016, elle annonce vouloir mettre fin à sa carrière l'année suivante, en 2017. Catwalk, le deuxième single de son dernier album, se classe dans les charts dance au Royaume-Uni en mai 2017. 
En 2016, elle participe à l'enregistrement de l'album Les Funambules, un projet du compositeur Stéphane Corbin lancé en janvier 2013 en réaction à La Manif pour tous afin de lutter contre l’homophobie et réunissant plus de deux cents auteurs, interprètes, musiciens, arrangeurs, graphistes et photographes bénévoles, dont Annie Cordy, Liliane Montevecchi, Pierre Richard, Jean-Claude Dreyfus, Dave, Virginie Lemoine, etc.,,.En juin 2017, elle participe avec une dizaine d'autres artistes au deuxième concert Urgence Tchétchénie, organisé au Palace à Paris. Le 19 décembre 2018, plus de 70 célébrités se mobilisent à l'appel de l'association Urgence Homophobie. Lear est l'une d'elles et apparaît dans le clip de la chanson De l'amour,,. Concernant l'identité de genre et de l'orientation sexuelle, elle fait plusieurs déclarations en 2022 et 2023 pour tendre vers la tolérance — notamment dans les colonnes du Point ou en interview pour Sept à huit — « Le genre est une manière d'emprisonner les gens dans une catégorie. Vous êtes hétérosexuels, homosexuels, bisexuels, transsexuels, je m'en fous. On est tous des êtres humains ! Je crois que ces catégories vont disparaître, pour laisser la place au mot « sexuels ». Mais ce processus va être long ! » À propos de l'évolution de la société et de la liberté des jeunes qui s'affirment : « C'est très bien ! Pourquoi catégoriser les gens ? […] On aime ceux qu'on aime. On n'a pas à se justifier ! ».
Sa chanson Fashion Pack (en) est éditée en 2019 sur la bande originale du spectacle musical Fashion Freak Show de Jean-Paul Gaultier.

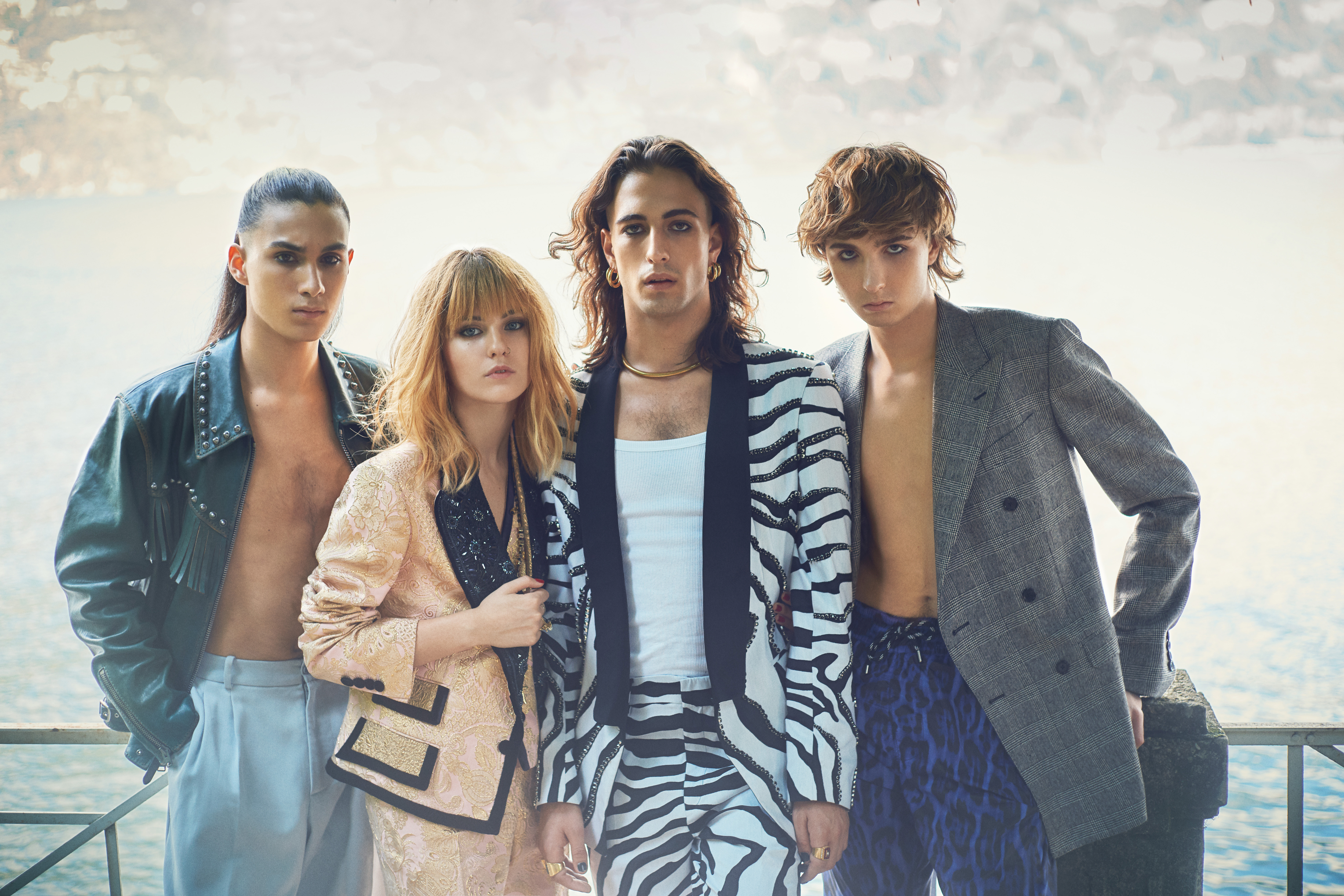
Måneskin en 2018.

Avant de remporter l'édition 2021 du Concours Eurovision de la chanson, le groupe italien Måneskin invite la chanteuse à partager le duo Amandoti (it) durant la 71e édition du festival de Sanremo en mars. Le vainqueur de ce festival est sélectionné pour représenter l'Eurovision. Ce projet de duo ne se réalise pas faute d'argent,.
Accompagné d'un clip, le single More sort en mars 2021, il précède l'album en Tuberose essentiellement en français et sorti en octobre 2021,,. Au printemps 2025, elle est en studio pour l’enregistrement d’un album en français, avec notamment la collaboration de Pierre Lapointe.

### Carrière d’animatrice de télévision
Amanda Lear effectue l'essentiel de sa carrière d'animatrice en Italie et en France, mais elle a aussi travaillé à la télévision allemande et apparaît dans des émissions télévisées en Espagne. Outre sa langue maternelle (le français), elle parle couramment l'anglais et l'italien.

#### En Italie

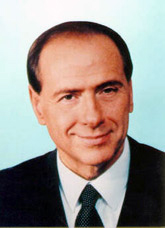
Silvio Berlusconi en 1994.

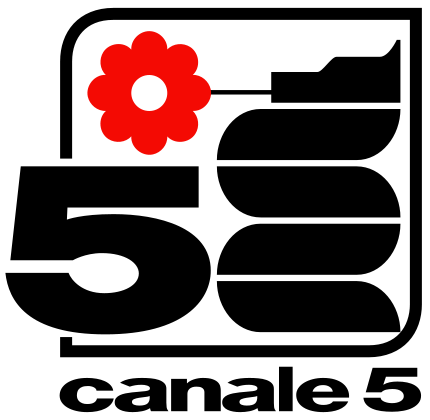
Logo de Canale 5 de 1982 à 1986.

Amanda Lear débute en 1978 en faisant des apparitions dans Stryx (it) aux côtés de Grace Jones (Rumstryx) et du présentateur Tony Renis entre autres. Elle participe à ce programme controversé dans lequel elle interprète un personnage ambigu appelé Sexy Stryx. Silvio Berlusconi l'engage pour présenter en 1982 une émission de télévision sur Canale 5, chaîne qu'il a lancé en 1980. Elle travaille durant plusieurs années en tant qu'animatrice sur les chaînes privées du groupe Mediaset de Berlusconi Canale 5, Italia 1 et Rete 4. Elle présente notamment avec Andrea Giordana W le donne (it) — émission italienne sur laquelle fut calquée la mouture française Cherchez la femme — qui obtient un prix de meilleure émission de variétés, Buonasera sur Rete 4 et Il Brutto Anatroccolo, où elle rencontre son ex-fiancé Manuel Casella.
En 2001, elle passe à la Rai, où elle anime notamment Cocktail d'Amore, émission centrée sur les années 1980, et La grande notte sur Rai 2. Après son éviction en tant que présentatrice de l'émission de téléréalité La talpa, elle annonce désirer se consacrer principalement à la peinture.
Elle continue à travailler régulièrement à la télévision italienne : durant les première, deuxième et quatrième saisons (2005 à 2007), elle fait partie du jury de l'émission de danse Ballando con le stelle ; en 2006, elle coanime une des célèbres soirées de Miss Italie. En 2007 elle fait partie du jury de Miss Italie, prenant part à chaque grande soirée du programme. Elle enchaîne les rôles de juge des émissions The Singing Office, Ciak... si canta! (it), Si può fare! (it) et Sanremo Young (it), Soliti ignoti et Non sono una signora (it).

#### En France

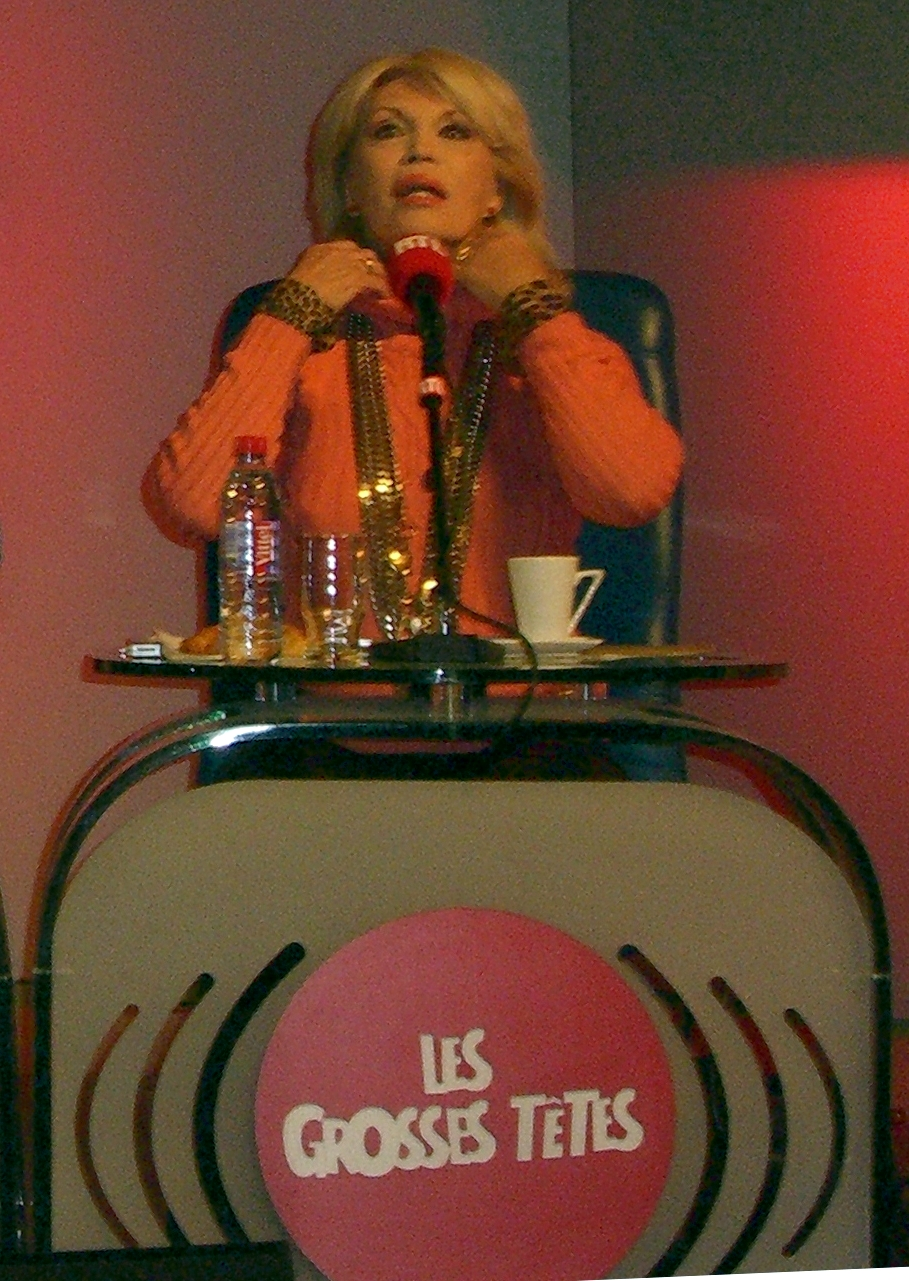
Amanda Lear dans l'émission Les Grosses Têtes (2009).

Logo de La Cinq de 1986 à 1987.

Amanda Lear tient des rubriques ou fait des apparitions régulières dans différentes émissions, où elle joue un rôle de charmeuse d'hommes. Elle est pensionnaire de L'Académie des neuf en 1984.
En 1986, elle participe au lancement de la chaîne La Cinq, dirigée par Silvio Berlusconi. Le 20 février 1986, Roger Zabel et Christian Morin font l'ouverture de La Cinq avec Voilà la Cinq. Elle est l'une des animatrices invitées tout comme Guillaume Durand ou Stéphane Collaro,. Elle anime alors sur cette même chaîne certaines soirées spéciales et l'émission Cherchez la femme en duo avec Christian Morin, réhaussé par des sketches de Didier Kaminka et Pierre Aknine.
Elle rejoint TF1 en 1992 où elle apparaît dans presque toutes les émissions de la version télévisée des Grosses Têtes de 1992 à 1997. Elle présente Rire sur la ville durant la saison 1992-1993 en duo avec Christian Morin en prime time ; elle présente ensuite l'émission de charme Méfiez-vous des blondes en seconde partie de soirée entre 1993 et 1994,,.
En 1993-1994, elle est chroniqueuse de l'émission Sacrée Soirée lors de la dernière saison de l'émission : Jean-Pierre Foucault l'a appelée, ainsi que Laurent Baffie et Julien Courbet, pour sauver une audience en chute.
En juin 1994, elle se dit fatiguée de son image de spécialiste de sexe véhiculée par Méfiez-vous des blondes et, d'un commun accord avec TF1, préfère « arrêter la présentation de Méfiez-vous des blondes sur un succès » car elle affiche de belles audiences et souhaite alors se consacrer à des émissions culturelles. Malgré cela, elle enchaîne l'année suivante à la présentation en Allemagne de l'émission érotique Peep! (de). Très populaire à la télévision française à cette époque, elle est annoncée à la présentation d'une nouvelle émission coprésentée avec Thierry Ardisson sur France 2 à la rentrée 1994, ce projet ne se fera pas. Elle tourne divers pilotes pour TF1 après la fin de son contrat en 1994.
Au cours des années suivantes, elle se fait plus discrète en France comme animatrice. Elle participe à la première saison de l'émission quotidienne de Canal+ 20 h 10 pétantes, en 2003-2004. Elle y utilise alors un accessoire fantaisiste : l'« amandomètre ».
À la fin des années 2000, elle anime plusieurs émissions consacrées au phénomène du disco ; elle en a été l'une des reines, en présentant Le grand classement du Disco sur M6, La folle histoire du Disco sur France 3 et The Summer of the 70s sur Arte.

Logo de la deuxième saison de Drag Race France.

En 2023, elle est jurée invitée sur les plateaux d'émissions de drag : lors de la deuxième saison de Drag Race France sur France 2 et en Italie pour Non sono una signora (it) sur Rai 2,.

#### En Allemagne
Amanda Lear a été la première présentatrice de l'émission érotique Peep! (de) sur RTL 2, du 5 mai 1995 au 6 mai 1996. Elle a dû reprendre des leçons d'allemand pour pouvoir être au mieux dans son rôle de présentatrice.

### Carrière à la radio

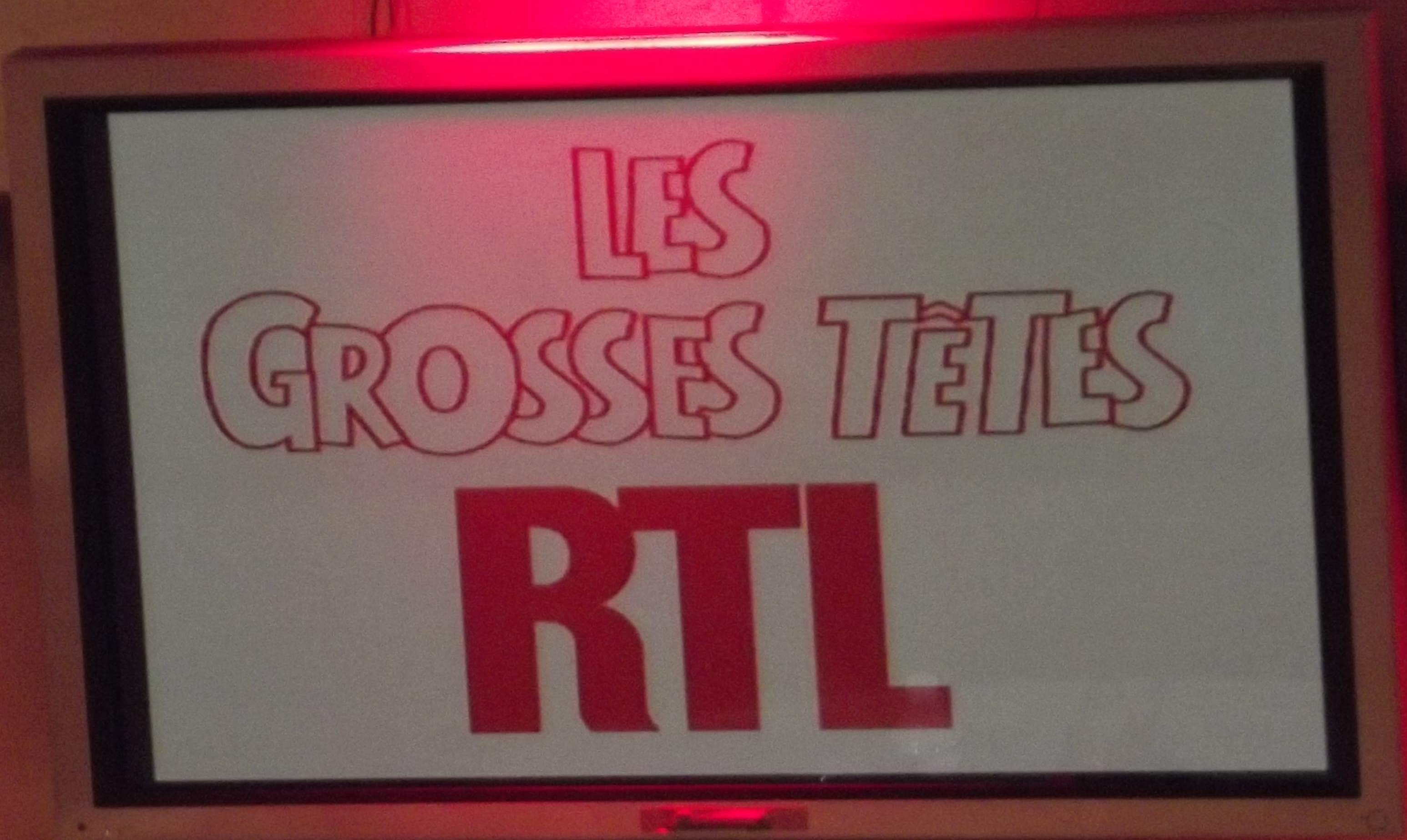
Logo Les Grosses Têtes.

Amanda Lear est une sociétaire régulière des Grosses Têtes sur RTL des années 1980 à 2014, aux côtés de Philippe Bouvard. Par ailleurs, elle anime également l'émission Le plaisir est au bout du micro sur RMC durant la saison 1989-1990.

### Carrière de comédienne

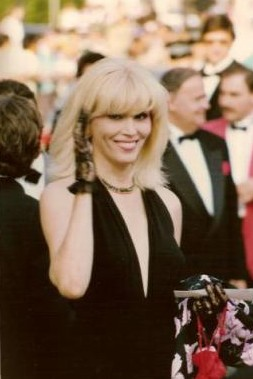
Amanda Lear au festival de Cannes 1990.

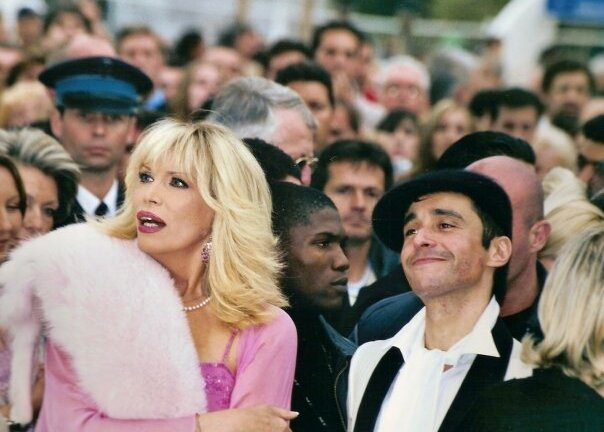
Amanda Lear avec Ariel Wizman au festival de Cannes 2004.

Amanda Lear exerce une activité de comédienne principalement en France. Dans une moindre mesure, elle joue dans quelques œuvres italiennes.
Elle commence en 1968 par interpréter le rôle de Ciap, un habitant de Gamma dans le film d'Henri Lanoë Ne jouez pas avec les Martiens d'après un roman de Michel Labry. La même année, elle fait un caméo — tout comme Anita Pallenberg et Suki Potier (en) — dans le film psychédélique britannique de 1968 Wonderwall dont la bande son est composée par le Beatle George Harrison. Amanda Lear apparaît dans Fun and Games for Everyone de Serge Bard, film noir et blanc tourné en 35 mm en 1968 lors d'un vernissage de l'exposition du peintre minimaliste Olivier Mosset. Il dépeint un va-et-vient incessant de parisiens avec Patrick Bauchau, Salvador Dalí devant les dix toiles de l'exposition, toutes similaires, blanches avec des cercles noirs peints en leur centre.
Elle enchaîne l'année suivante dans l'épisode Keiner hörte den Schuß réalisé par Wolfgang Becker de la série allemande Der Kommissar. Lors de la saison 1970-1971 à Londres, elle tient un rôle dans Spider Rabbit de Michael McClure avec P. J. Proby dans le rôle-titre.
Elle écrit avec Riz Ortolani les titres Your Yellow Pijama et Look at Her Dancing pour le « giallo » italo-espagnol L'Affaire de la fille au pyjama jaune, film coécrit et réalisé par Flavio Mogherini, sorti en 1977.
En 1998, elle joue dans Bimboland d’Ariel Zeitoun, après avoir participé à l'écriture du scénario,.
Dans les années 2000, elle devient également actrice de doublage et comédienne de théâtre. C'est elle qui prête sa voix à Edna Mode (en), la styliste des super-héros du film d'animation Les Indestructibles, et à Gildas, le majordome, dans le film d'animation Chasseurs de dragons. Elle est d'ailleurs citée pour le rôle d'Edna Mode lors de l'édition 2005 du festival del doppiaggio Voci nell'Ombra (it) dans la catégorie meilleur acteur de doublage de personnage. Richard J. Thomson tourne en 2008 le thriller fantastique Bloody Flowers, où apparaissent Amanda Lear et Doria Tillier ; le film est bloqué en France en raison d'un procès intenté par une actrice qui ne souhaite plus apparaître dénudée à l'écran. Le film est distribué en DVD aux États-Unis. De 2009 à 2017, elle devient une actrice de théâtre en France, jouant dans quatre pièces à grand succès. En octobre 2016, elle annonce aux médias français et italiens la fin de sa carrière après la fin de sa tournée en mai 2017. Cette dernière est arrêtée plus tôt : en raison de problème de santé de Lear, les dernières représentations sont annulées fin avril.
Elle effectue un retour progressif sur le devant de la scène à la fin des années 2010, et tourne sous la direction d'Alberto Rizzi dans Si Muore Solo Da Vivi qui dépeint la population de la région de Modène face aux différents tremblements de terre de 2012,,. Elle joue également devant les caméras de Ruben Alves pour le film Miss. Dans ce long métrage, le personnage principal est Alex, un « petit garçon gracieux de 9 ans qui navigue joyeusement entre les genres » dont le but est de devenir Miss France,,. Après un épisode de Camping Paradis, elle enchaîne avec Qu'est-il arrivé à Bette Davis et Joan Crawford ? avec Michel Fau sur les planches. Le tournage du film Maison de retraite 2 dans lequel elle est à l'affiche débute le 24 avril 2023 dans le Var,. En août 2023, elle déclare jouer prochainement dans une pièce écrite par Isabelle Mergault. Ce projet ne se concrétise pas. De février 2024 à avril 2025, elle monte sur scène pour une série de représentations de L'Argent de la vieille au théâtre libre,,.

#### Documentaires
Une œuvre singulière est Follow Me, suivez-moi (Follie di notte), un documentaire érotique italien réalisé par Joe D'Amato sorti en 1978. Il se compose d'une série de performances burlesques d'Amanda Lear aux quatre coins de la planète comme Las Vegas, Oslo, Tokyo ou au Crazy Horse. Elle anime ces numéros essentiellement musicaux destinés à déshabiller son public sur scène.
Kinky Gerlinky, réalisé par Dick Jewell en 2002, est un documentaire dans lequel elle apparaît également. Il porte le nom de Kinky Gerlinky (en) en référence au club londonien du West End et célèbre ses soirées et ses personnages les plus excentriques. Il est à l'affiche de deux éditions du festival Commonwealth Film de Manchester,.

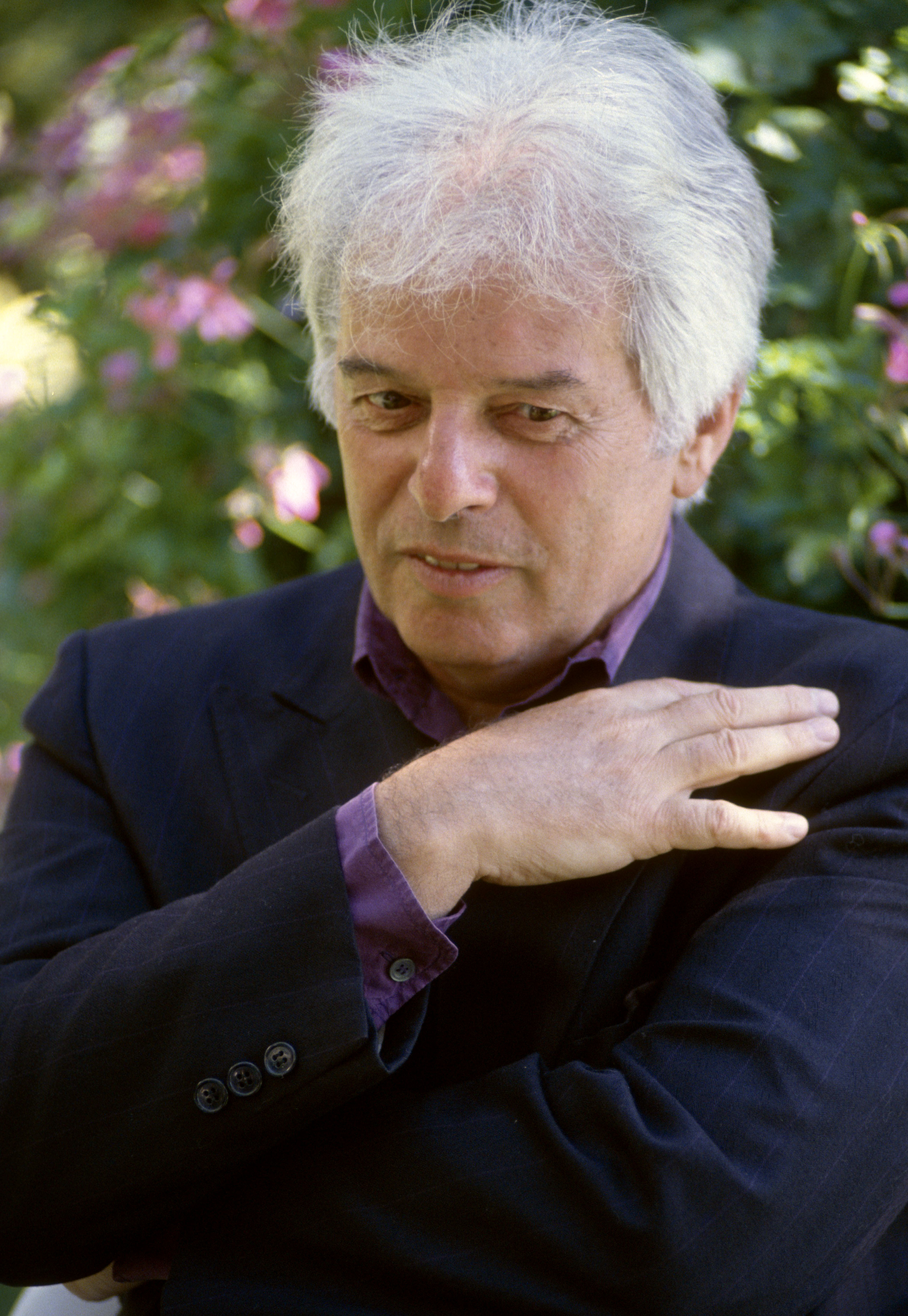
Alejandro Jodorowsky en 1991.

Elle apparaît dans Jodorowsky's Dune, film documentaire américain sorti en 2013 décrivant la tentative du réalisateur chilien Alejandro Jodorowsky d'adapter le roman Dune de Frank Herbert au milieu des années 1970. L'actrice devait jouer le rôle de la princesse Irulan. Ce documentaire reçoit une dizaine de prix, fait partie de la sélection officielle de la Quinzaine des réalisateurs au Festival de Cannes 2013 et y est en compétition pour la Caméra d'or.
Elle est également associée à l'œuvre de Dalí et participe par exemple à El cine según Dalí (Le cinéma selon Dalí, 2013) de Cristopher Jones et Marie-Dominique Montel projeté à la Cinémathèque française et au centre Pompidou lors de l'exposition Dalí. Le documentaire français Dalí l'homme qui aimait les muses (2014), sur France 5 voit aussi le témoignage d'Amanda Lear, tout comme Gala, un documentaire de Sílvia Munt sur Gala Dalí en 2003.
Elle est de plus l'objet du documentaire d'Arte Queen Lear - Les vies d'Amanda Lear du réalisateur Gero von Boehm (en), initialement prévu pour l'automne 2021,, et diffusé le 25 février 2022.
En 2023, Arte propose un documentaire de Patrick Jeudy qui lui est consacré sous le titre Amanda Lear : « Appelez-moi mademoiselle »,.
Le documentaire français Dalida et Orlando, les âmes sœurs (2023), sur Arte voit aussi le témoignage d'Amanda Lear. Elle apparaît aussi dans The Late Great '78: Glamour's Golden Sunset, documentaire britannique de Marcel Grant et présentant l'année 1978 comme « la plus glamour de tous les temps, ».
Le documentaire Enigma - April & Amanda a comme sujets April Ashley et Amanda Lear. Réalisé par l'Américaine Zackary Drucker (en), il est présenté au festival du film de Sundance en 2025 avant d'être diffusé sur HBO,.

### Image sulfureuse

Logo de Playboy.

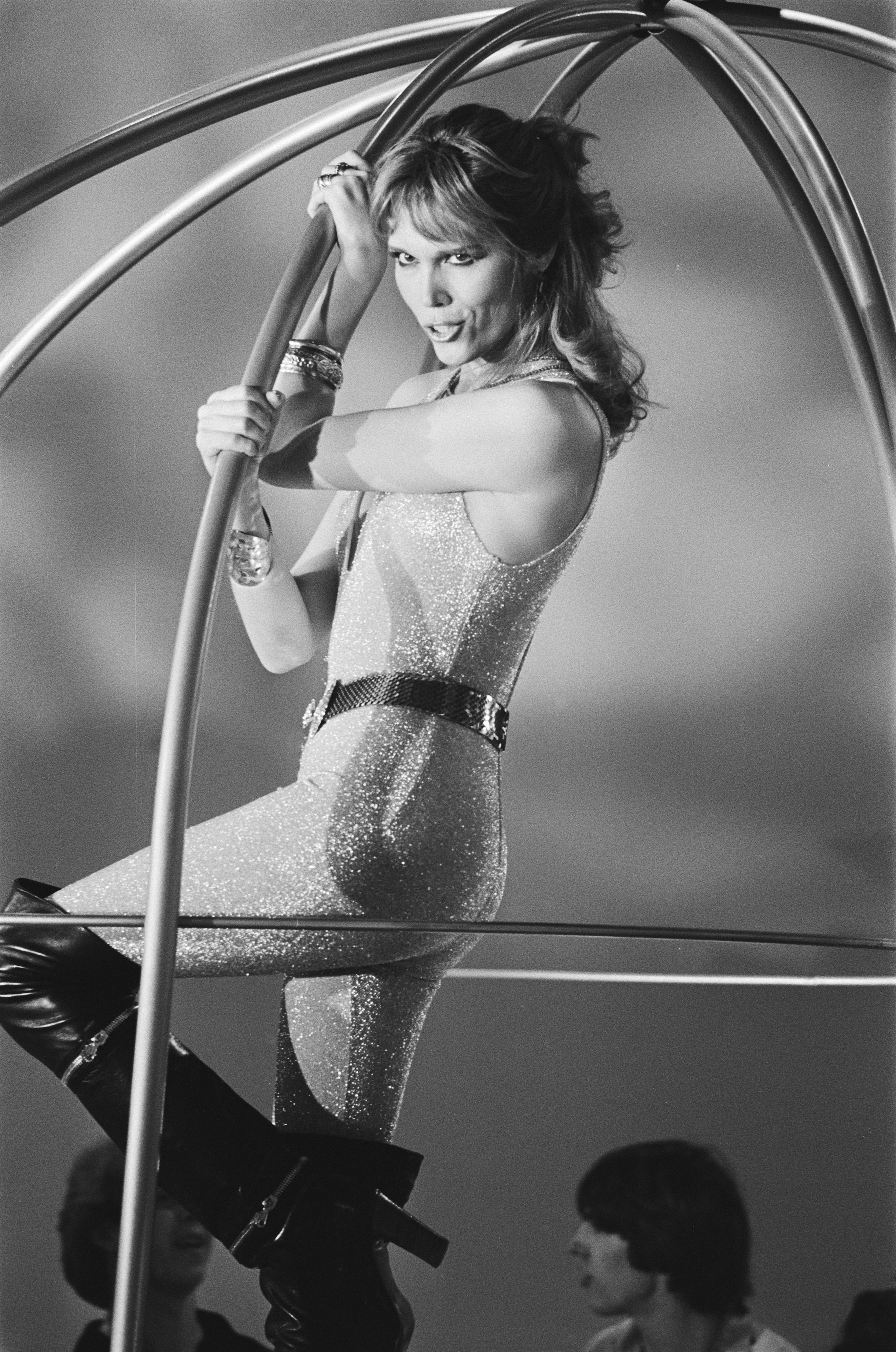
À la télévision néerlandaise, 1978.

Depuis ses débuts, Amanda Lear entretient une image sensuelle de croqueuse d'hommes. En tant que mannequin que la nudité n'effraie pas, elle pose sporadiquement dans des magazines de charme — voire érotiques — et en fait la couverture parfois tels mr., Beau, Scandal, Nova, Playboy, High Society (en), Playmen, Penthouse, Albo Blitz (it), Lui, Gent (en) et Newlook. Cette propension à la nudité se confirme lorsqu'elle lance sa carrière de chanteuse. En effet, ses premières publications discographiques sont quelquefois illustrées de photos dénudées de l’interprète. Par exemple, concernant I Am a Photograph, les éditions russe, espagnole, allemande ou encore sa réédition, comprennent une double page où elle expose sa nudité. De plus, les versions française ou américaine affichent une couverture moins dénudée mais bien décolletée de sa poitrine. L'édition japonaise de Tomorrow est moins pudique. Cette même photo est imprimée sur les versions allemande, grecque ou américaine de Sweet Revenge. Elle tient un rôle dans la pièce Spider Rabbit de Michael McClure, dramaturge du mouvement Beat Generation. Pour L'Affaire de la fille au pyjama jaune, elle coécrit deux chansons. Ce film de genre giallo est à la frontière du cinéma policier et de l'érotisme. Amanda Lear participe en 1978 à l'émission italienne Stryx (it) produite par la Rai, elle y campe le personnage ambigu nommé Sexy Stryx. L'action se déroule dans une caverne méphistophélienne habitée par des sorcières, diables, prêtresses païennes à moitié nues, etc.. La diffusion de Stryx s'arrête prématurément à la suite de conflits internes à la Rai et de nombreux appels téléphoniques de protestation des téléspectateurs. Il lui est reproché son caractère diabolique et l'étalage de la nudité féminine,. Par ailleurs, Lear tient le rôle principal du documentaire érotique italien Follow Me, suivez-moi (Follie di notte). Il suit la chanteuse dans différentes représentations musicales et burlesques. Elle anime ces représentations destinées à déshabiller l'auditoire,,. Ces numéros sont suivis de scènes sexuelles contenant sadomasochisme, nécrophilie, orgie ainsi que des séquences homosexuelles. Dans Le Dalí d'Amanda (en), Amanda Lear écrit que ces images étaient initialement destinées à un autre film et qu'elle ne savait pas qu'il s'agirait d'un film érotique. Cela l'entraîne dans une longue action judiciaire. Le jeu télévisé italien W le donne (it) et son adaptation en France Cherchez la femme sont tous deux présentés par Lear. Dans ceux-ci, plusieurs candidates tentent de séduire le public en utilisant l'improvisation et le charme sur le plateau, et au cours de caméras cachées.
Elle enchaîne à la présentation d’Ars Amanda (it) qui consiste en un talk-show en fin de soirée, filmé sur un lit, où des personnalités lui font des confidences intimes, celle-ci jouant le rôle de prêtresse érotique. Ses invités proviennent de la littérature, tel Aldo Busi, de la politique, tel Vittorio Sgarbi, du sport, tel Walter Zenga ou encore du cinéma érotique telle Serena Grandi,. La chanteuse essayera sans succès d'adapter ce concept en France, les chaînes n'en voulant pas. Thierry Ardisson et elle évoquent que Patrick Sabatier « a piqué l'idée ». Ce dernier a lancé un concept similaire sur TF1 avant son limogeage par la chaîne,. En jouant toujours la spécialiste des plaisirs charnels, elle est à la tête de l'émission de charme Méfiez-vous des blondes en seconde partie de soirée. En présence d'un invité, les séquences se composent de stripteases, vidéos érotiques amateurs, modèles en sous-vêtements affriolants ou visite de sex shop en caméra cachée,,. Bien qu'elle entretienne son image de spécialiste de sexe, la présentatrice dit en être lasse. Un an plus tard, Peep! (de) est une nouvelle émission allemande qu'elle présente. Partageant certains aspects avec Méfiez-vous des blondes, cette émission érotique connaît le succès,,. Présentatrice d’Il Brutto Anatroccolo (it) (1998-2000), elle y est accompagnée dès 1999 par les Amanda Boys, de jeunes hommes au physique de mannequin qui escortent et accompagnent l'animatrice. Manuel Casella (it) est l'un d'eux. Après la disparition en décembre 2000 d'Alain-Philippe Malagnac, qui a partagé la vie d'Amanda Lear pendant plus de vingt ans, celle-ci et le mannequin Manuel Casella forment un couple dès 2001. De 2001 jusqu'au milieu des années 2010, elle enchaîne les relations avec Manuel Casella (it) (de 2001 à 2008), Marco Piraccini, Nicolo, Anthony Hornez (de 2014 à 2015) ou Ricardo Perna. Considérée par la presse comme une cougar et ses amants comme toyboy en raison d'une grande différence d'âge, ils entretiennent cette réputation en s'affichant aux premières de pièce de théâtre, à Saint-Tropez ou aux Fashion weeks de Paris,,,,. Ses tableaux reflètent également un certain érotisme avec un grand nombre de nus,,,. En 2012, elle sort un single et un clip l'accompagne. La Bête et la Belle (en) est illustré d'une vidéo qualifiée d'érotique par 20 Minutes et Charts in France entre autres,. Ce clip est bloqué sur YouTube pendant une courte période avant d'être à nouveau disponible pour les utilisateurs de plus de 18 ans uniquement. Le clip est comparé aux vidéos de Madonna Justify My Love et Hollywood, ainsi qu'au thriller érotique de 1993 Sliver. En 2018, elle présente sur Cielo (it) Voulez-vous coucher avec moi ?, une rétrospective cinématographique des films d'amour et érotiques français, des années 1970 à nos jours,. Elle est appelée par Netflix en janvier 2020 pour jouer dans une publicité faisant la promotion en Italie de la deuxième saison de la série Sex Education,.

### Spiritualité
Sa participation à l'émission Dans la lumière entrant dans la programmation du Jour du Seigneur révèle une Amanda Lear qui se définit elle-même comme « croyante et pratiquante », « catholique », priant chaque jour et profondément imprégnée de l'existence d'une après-vie. Cette conviction, qui l'anime depuis fort longtemps, constitue pour elle une forme de tutorat de résilience qui l'a aidée à surmonter nombre d'épreuves majeures — dont la perte de son époux, l'incendie de sa maison et autres dérélictions —, l'empêchant ainsi de sombrer dans les affres d'une interminable dépression avec le possible risque corollaire qui aurait pu en découler et qu'elle désigne par « lâcheté du suicide ». Elle prône en outre une forme d'œcuménisme élargi où chaque religion tiendrait sa place en unissant son objectif prioritaire en une seule et même aspiration bienveillante au lieu, selon elle, d'en arriver à regrettablement combattre tout ce qui, de près ou de loin, se départirait des piliers cardinaux qui en fondent les structures originelles.

## Discographie

### Albums

#### Albums studio
- 1977 : I Am a Photograph
- 1978 : Sweet Revenge
- 1979 : Never Trust a Pretty Face
- 1980 : Diamonds for Breakfast
- 1981 : Incognito
- 1983 : Tam-Tam
- 1986 : Secret Passion
- 1989 : Uomini più uomini / Tant qu’il y aura des hommes
- 1993 : Cadavrexquis
- 1995 : Alter Ego
- 1998 : Back in Your Arms
- 2001 : Heart (en) / Tendance
- 2006 : With Love / Amour toujours
- 2009 : Brief Encounters (Italie / double album)
- 2010 : Brand New Love Affair
- 2012 : I Don't Like Disco / I Don't Like Disco (deluxe edition)
- 2014 : My Happiness
- 2016 : Let Me Entertain You
- 2021 : Tuberose

Notes :
- Dans l'édition italienne de Diamonds for Breakfast, Insomnia est chantée en italien et l'introduction est déclamée par Alain-Philippe Malagnac. De même pour Ciao, version italienne de When
- Dans l'édition sud-américaine d'Incognito, Égal (en) est chantée en espagnol titrée Igual, ainsi que Berlin Lady qui devient La Dama di Berlin et Nymphomania interprétée en espagnol et en anglais devient Nimfomania

#### Albums EP'S
- 1985 : A L Amanda Lear (EP 4 titres)

#### Principaux albums compilation
- 1991 : The Collection (en), stylisé The ★ Collection et ressorti en 1998 sous le nom The Collection.
- 1998 : Amanda '98 – Follow Me Back in My Arms
- 2005 : Forever Glam! (en), compilation avec deux inédits. Première compilation approuvée par Amanda Lear qui en fait la promotion.
- 2006 : The Sphinx – Das Beste aus den Jahren 1976–1983 (en), 3 CD.

### Singles
- 1975 : La Bagarre, existe en anglais Trouble
- 1976 : Blood and Honey (en)
- 1977 : Tomorrow (en)
- 1977 : Blue Tango (en)
- 1977 : Queen of Chinatown (en)
- 1977 : Mon Alphabet (en), en anglais Alphabet et en italien Alfabeto
- 1978 : Follow Me
- 1978 : Run Baby Run (en)
- 1978 : Enigma (Give a Bit of Mmh to Me) (en)
- 1978 : Gold (en)
- 1978 : The Sphinx (en)
- 1979 : Fashion Pack (en)
- 1979 : Fabulous (Lover, Love Me) (en)
- 1980 : Diamonds (en)
- 1980 : Oh Boy !
- 1980 : Solomon Gundie (en)
- 1980 : Fever
- 1981 : Égal (en)
- 1981 : Red Tape (en)
- 1981 : New York en français
- 1982 : Incredibilmente donna (en)
- 1983 : Love Your Body (en)
- 1983 : No Regrets (en)
- 1984 : Assassino (en)
- 1984 : Ritmo Salsa (en)
- 1984 : Women (en)
- 1985 : No Credit Card (en)
- 1985 : Palace Hotel
- 1986 : Les Femmes
- 1987 : Wild Thing
- 1987 : Follow Me, special long remix 1987 avec un edit de 3 min 50 s et l'extended d'I'm A Mystery
- 1987 : Aphrodisiaque
- 1987 : Tomorrow (Voulez-vous un rendez-vous) (en) avec le groupe CCCP et Inch'Allah - ça va en face B
- 1988 : Thank You
- 1989 : Metamorphose
- 1989 : Gold/Follow Me, remixes « house », le picture vinyl contient les versions longues et le CD les versions courtes
- 1992 : Fantasy avec Bass Bumpers, featuring Felicia
- 1995 : Everytime You Touch Me
- 1995 : Peep! (de)
- 1996 : Angel Love
- 2001 : Troubles (en référence au marquis de Sade et au titre anglais de son premier single en 1975)
- 2001 : Love Boat
- 2002 : I Just Wanna Dance Again
- 2003 : Parole parole en duo avec le comédien Titoff
- 2003 : Copacabana, version française et anglaise en promo'
- 2005 : Copacabana ré-édition pour les remix
- 2006 : Paris by Night (en)
- 2009 : Someone Else's Eyes (en)
- 2010 : I'm Coming Up
- 2011 : Chinese Walk (en)
- 2011 : I Don't Like Disco
- 2011 : La Bête et la Belle (en)
- 2012 : La Bête et la Belle (RLS Edit Remix)
- 2012 : La Bête et la Belle featuring Andy Bell (Erasure) et Dj Yianis (Monster Mix)
- 2012 : I Don't Like Disco EP remixes incluant RLS, WUTES et Almighty.
- 2012 : Love at First Sight
- 2014 : Suspicious Minds (reprise du titre d'Elvis Presley)
- 2014 : What Now My Love (reprise du titre d'Elvis Presley)
- 2016 : The Best is Yet to Come
- 2016 : Prima del tuo cuore (featuring Gianluca De Rubertis (it))
- 2017 : Catwalk
- 2021 : More

### Participations

Logo de Tomorrow en 1977.

En 1988, le groupe italien CCCP Fedeli alla linea reprend son titre Tomorrow (en) sous le nom Tomorrow (Voulez-vous un rendez-vous). L’interprète pose sa voix sur la chanson ainsi que sur celle de la face B, Inch'Allah - ça va. Elle sort en single et se classe 29e des charts italiens,,.
En 2000, elle participe à l'album Tribute To Giorgio Moroder. Elle interprète une reprise de From Here to Eternity (en). Les intervenants de cette version sont Giorgio Moroder vs. Eric D. Clark (en) feat. Amanda Lear. Il existe quatorze versions remixées par les arrangeurs du moment tels Danny Tenaglia, Rhythm Masters (en), Whirlpool Productions (tous supports confondus, vinyles, CD singles plus ou moins commercialisés). En 2002, le boys band Get Ready! et Amanda Lear reprennent la chanson Beats of Love qui sort en single et se classe no 48 en Flandre,.
Le DJ hongrois Sterbinszky (en) publie un remix de Queen of Chinatown (en) en 2005, utilisant un sample, un extrait de l'enregistrement original. La piste Queen of Chinatown par Sterbinszky & Zola feat. Amanda Lear se classe 5e des charts hongrois. Dans le même ordre d'idées, The House Keepers sortaient en 2004 le single Go Down. Celui-est également un remix de Queen of Chinatown utilisant un sample. The House Keepers, équipe de producteurs italiens de House music, classe aussi leur remix dans les charts. Go Down est 26e en Italie, 29e aux Pays-Bas, 4e (tip) en Flandre et 18e du classement Dance belge,.

### Clips
- Blue Tango - 1977
- Tomorrow - 1977
- Tomorrow - 1978
- Blood and Honey - 1978
- Comics - 1978
- Blue Tango - 1978
- Alligator - 1978
- Follow Me - 1978
- These Boots Are Made for Walkin' - 1978
- Alphabet - 1978
- The Stud - 1978
- Queen of Chinatown - 1978
- I Am a Photograph - 1978
- Solomon Gundie - 1980
- Ho Fatto L'Amore Con Me - 1980
- Solomon Gundie - 1980
- Egal - 1981
- Made in France - 1981
- Red Tape - 1981
- Hollywood Is Just a Dream - 1982
- Fashion Pack - 1982
- Incredibilmente donna - 1982
- Ho fatto l'amore con me - 1982
- New York - 1982
- Blue Tango - 1982
- Tomorrow - 1982
- Follow Me - 1983
- Love Your Body - 1983
- No Regrets - 1983
- Assassino - 1984
- Ritmo Salsa - 1984
- Hotel Palace - 1985
- Stato d'allarme - 1985
- Insomnia - 1985
- New York - 1985
- Berlin Lady - 1985
- I Need a Man - 1985
- No Credit Card - 1985
- Women - 1985
- Les Femmes - 1986
- Tomorrow (Voulez-vous un rendez-vous) - 1988
- Thank You - 1988
- Follow Me - 1993
- Peep! - 1995
- I Just Wanna Dance Again - 2002
- With Love - 2006
- Someone Else's Eyes avec Deadstar - 2009
- Brand New Love Affair (In the Mix) - 2009
- Doin' Fine - 2010
- Chinese Walk - 2011
- La Bête et la Belle - 2012
- Suspicious Minds - 2014.
- Suspicious Minds - 2014
- What Now My Love (Et maintenant) - 2014
- Mai più avec Gianluca de Rubertis - 2015
- The Best Is Yet to Come - 2016
- Prima del tuo cuore avec Gianluca de Rubertis - 2016
- Catwalk - 2017
- More - 2021
- Have I Stayed Too Long at the Fair? - 2022

## Filmographie

### Cinéma
- 1968 : Ne jouez pas avec les Martiens d’Henri Lanoë : une habitante de Gamma
- 1968 : Wonderwall de Joe Massot : une fille à la soirée
- 1968 : Fun and Games for Everyone de Serge Bard
- 1970 : Double Pisces, Scorpio Rising de Dick Fontaine (en)
- 1978 : Zio Adolfo in arte Führer (it) de Franco Castellano et Giuseppe Moccia : la chanteuse
- 1978 : Follow Me, suivez-moi (Follie di notte) de Joe D'Amato : elle-même
- 1985 : Grottenolm de Rainer Kiberg : docteure Ludmilla Nerovna
- 1992 : Tendres intrus (court métrage) de Romain Baboeuf : la mère de Sandra
- 1996 : L'amour est à réinventer, segment Dans la décapotable de Merzak Allouache : une passante
- 1998 : Bimboland d’Ariel Zeitoun : Gina
- 2002 : Le Défi de Blanca Li : Birgit
- 2005 : Gigolo (court métrage) de Bastian Schweitzer : la femme
- 2007 : Oliviero Rising (it) de Riki Roseo : Antonietta
- 2007 : Starfuckers de Julien War : elle-même
- 2008 : Encore une nuit de merde dans cette ville pourrie (court métrage) d'Édouard Rose : la serveuse
- 2008 : Bloody Flowers de Richard J. Thomson : Charlotte Saint-Martin
- 2010 : 8th Wonderland de Nicolas Alberny (ca) et Jean Mach : une journaliste italienne
- 2013 : Jodorowsky's Dune de Frank Pavich (en) : elle-même (documentaire sur le film Dune de Jodorowsky, projet avorté dans lequel Amanda Lear aurait dû jouer le rôle de la princesse Irulan)[447],[448]
- 2017 : Metti una notte de Cosimo Messeri (it) : Lulù
- 2020 : Si muore solo da vivi (it) d'Alberto Rizzi : Giusy Ganaglia
- 2020 : Miss de Ruben Alves : marraine
- 2024 : Maison de retraite 2 de Claude Zidi Jr. : Barbie[220],[449]
- 2024 : Vivre, mourir, renaître de Gaël Morel : Leolia
- 2025 : Toujours possible de Jacques Ouaniche : Rose, mère de Gaby

### Doublage
- 2004 : Les Indestructibles de Brad Bird : Edna Mode (en) (Brad Bird), versions française et italienne[450]
- 2008 : Chasseurs de dragons de Guillaume Ivernel et Arthur Qwak : Gildas
- 2009 : Lacoma de Christopher Roth : Fish
- 2011 : Zookeeper de Frank Coraci : Janet, la lionne (Cher)[451]
- 2018 : Les Indestructibles 2 de Brad Bird : Edna Mode (Brad Bird), versions française et italienne

### Télévision
- 1969 : Der Kommissar (série télévisée), épisode Keiner hörte den Schuss de Wolfgang Becker : la seconde modèle
- 1973 : La Vie de Jules Massenet (téléfilm) : Louise-Constance dite « Ninon » de Gressy
- 1988 : Marc et Sophie (série télévisée), épisode Astro-chiens de Christiane Spiero : l'astrologue[452]
- 1992 : Piazza di Spagna (it) (mini-série télévisée) de Florestano Vancini : elle-même
- 1992 : Maguy (série télévisée), saison 8, épisode 303 : Doriana
- 1993 : Une femme pour moi (téléfilm) d'Arnaud Sélignac : Françoise Delamarre[453]
- 1998 : Les Années bleues (série télévisée), épisode Chatoune de Véronique Langlois : Mathilde
- 2000 : Blague à part (série télévisée) de Pascal Chaumeil, saison 2, épisode 3 : elle-même
- 2001 : Un gars, une fille (série télévisée) d'Isabelle Camus, épisode spécial Avec des gars et des filles célèbres[454] : elle-même
- 2001 : Tre Ragazzi a Milano (téléfilm) de Krassimir Ivanov : la voisine
- 2003 : Sous le soleil (série télévisée), saison 9, épisode 295 Telle mère tel fils de Denis Thybaud : Sonia Rio, cliente de l'escort voleur
- 2007-2009 : 7 vite (it) (série télévisée) : elle-même
- 2007 : Un amour de fantôme (téléfilm) d'Arnaud Sélignac : Elizabeth
- 2008 : Avocats et Associés (série télévisée), saison 16, épisode 3 Guacamole de Bruno Garcia : elle-même
- 2008 : Un posto al sole (série télévisée) de Yuri Rossi : la morte
- 2011 : Le Grand Restaurant II (série télévisée) de Gérard Pullicino : Agathe
- 2011 : Les Perruches de Nicolas Hourès
- 2012 : Scènes de ménages : ce soir, ils reçoivent (série télévisée) de Karim Adda et Francis Duquet : tante de Marion
- 2013 : Nom de code : Rose (téléfilm) d'Arnauld Mercadier : Manoue, la mère de Margot
- 2014 : Nos chers voisins (série télévisée) de Stéphan Kopecky, épisode Fête des voisins : Armella, la tante d'Alain Stuck
- 2021 : Camping Paradis (série télévisée) de Philippe Proteau, épisode Les Bikers au camping : Marie-Hélène alias Héléna
- 2021 : HashtagBoomer (série télévisée) de Constance Maillet : elle-même[455]
- 2023 : Escort Boys (série télévisée) de Ruben Alves : Amanda
- 2024 : La Maison (série télévisée) de Fabrice Gobert et Daniel Grou, épisodes 2 et 3 : Marwa Jallab

#### Entretiens et portraits télévisés
- (it) « Intervista di Amanda Lear », Rai 1,‎ novembre 1988 (?) ou 1989 (?) (lire en ligne) [vidéo] À partir du minutage 05:30, Amanda Lear prétend être née le 18 novembre 1946[13] à Hong Kong[14] ; elle réfute également l’allégation selon laquelle elle aurait vu le jour à Saïgon[14].
- [vidéo] Amanda Lear sur Ina.fr
- Darius Rochebin, « Amanda Lear », RTS Info, Radio télévision suisse « Pardonnez-moi »,‎ 14 octobre 2012 (lire en ligne [vidéo]) : entretien télévisé d’Amanda Lear par Darius Rochebin.
- Anne-Élisabeth Lemoine Anne-Sophie Lapix, « Amanda Lear Présidente », C à vous,‎ 26 janvier 2016 (lire en ligne [vidéo])
- Rachel Kahn et Marc-Olivier Fogiel, Le divan de Marc-Olivier Fogiel, LAC Presse / Et la suite Productions / France 3 / France Télévisions / France TV Shows, émission du vendredi 9 novembre 2018 (présentation en ligne, lire en ligne), Les milles vies d'Amanda, « Amanda Lear » [vidéo] HD → [écouter en ligne] « Marc-Olivier Fogiel dresse le portrait psychologique d'un invité, à travers sa vie personnelle, ses choix de carrière et sa part d'ombre. Il instaure un climat propice à la confiance qui permet à son hôte de se livrer plus facilement. »
- Élise Karlin et Patrick Jeudy, Amanda Lear : « Appelez-moi mademoiselle », What's up films / Arte France, 2022, diffusion : 21 avril 2023 (présentation en ligne, lire en ligne) [lien vidéo alternatif] [vidéo] ISAN 0000-0006-03F9-0000-E-0000-0000-W « Tour à tour mannequin, muse, chanteuse ou animatrice de télévision, Amanda Lear a construit sa légende en jouant avec l’ambiguïté et la transgression. Ce portrait rembobine le film de sa vie pour tenter de mettre à nu son mystère. »

## Émissions de télévision
Amanda Lear est animatrice, coanimatrice et membre de jury de plusieurs émissions télévisées.
- 1978 : Stryx (it) (Rete 2)
- 1980 : Mostra internazionale di musica leggera (it) (Rete 1)
- 1981 : El Show de Amanda Lear (RTVE)
- 1981 : Supersonica (Telemontecarlo)
- 1981-82 : Grey Street (Telemontecarlo)
- 1982 : Festival de Viña del Mar 1982 (TVN)
- 1982-83 : Premiatissima (it) (Canale 5)
- 1983 : Ma chi è Amanda? (Canale 5)
- 1984 : L'Académie des neuf (Antenne 2)
- 1984-86 : W le donne (it) (Rete 4)
- 1985 : Miss Italia (Canale 5)
- 1986 : Cherchez la femme (La Cinq)[456]
- 1988-91 : Il gioco dei 9 (it) (Canale 5)[457]
- 1989 : Ars Amanda (it) (Rai 3)
- 1991-92 : Buonasera (it) (Rete 4)
- 1992-97 : Les Grosses Têtes (TF1)
- 1992-93 : Rire sur la ville (TF1)
- 1993-94 : Méfiez-vous des blondes (TF1)[330],[458]
- 1993-94 : Sacrée Soirée (TF1)
- 1995-96 : Peep! (de) (RTL 2)
- 1996 : La notte dei Teleratti (Rai 3)
- 1998-2000 : Il Brutto Anatroccolo (it) (Italia 1)
- 1998-1999 : Ciao Darwin (en) (Canale 5)
- 1998-1999 : Buon Capodanno (Canale 5)
- 2000 : Le Kadox (France 3)[459]
- 2001-2003 : Cocktail d'Amore (it) (Rai 2)
- 2001 : Soirée de la Saint-Sylvestre (France 2)[460]
- 2002 : On en rit encore !!! (France 3)[461]
- 2002-05 : Tendance Amanda (Match TV)[462]
- 2002-03 : La grande notte del lunedì sera (it) (Rai 2)
- 2003-04 : 20 h 10 pétantes (Canal+)
- 2003 : La Grande Notte (Rai 2)[463]
- 2004 : La talpa (it) (Rai 2)
- 2005-09 : Ballando con le stelle (Rai 1)
- 2007 : Pourquoi les manchots n'ont-ils pas froid aux pieds ? (France 2)[464]
- 2008 : Sfida fra sexy star di Hollywood (E!)[174]
- 2008 : The Singing Office (Sky Vivo (it))
- 2008 : La folle histoire du disco (France 3)[465]
- 2008 : La guerre des canons (E!)[175]
- 2008 : Le grand classement du Disco (M6)[466]
- 2008 : The Summer of the 70s (Arte)
- 2010 : 1re saison d'On n'demande qu'à en rire sur France 2
- 2011 : Ciak... si canta! (it) (Rai 1)
- 2014-15 : Si può fare! (it) (Rai 1)
- 2018 : Voulez-vous coucher avec moi ? Cielo (it)
- 2019 : Sanremo Young (it) (Rai 1)
- 2022 : Soliti ignoti Rai 1
- 2023 : Drag Race France (France 2)
- 2023 : Non sono una signora (it) (Rai 2)

## Théâtre

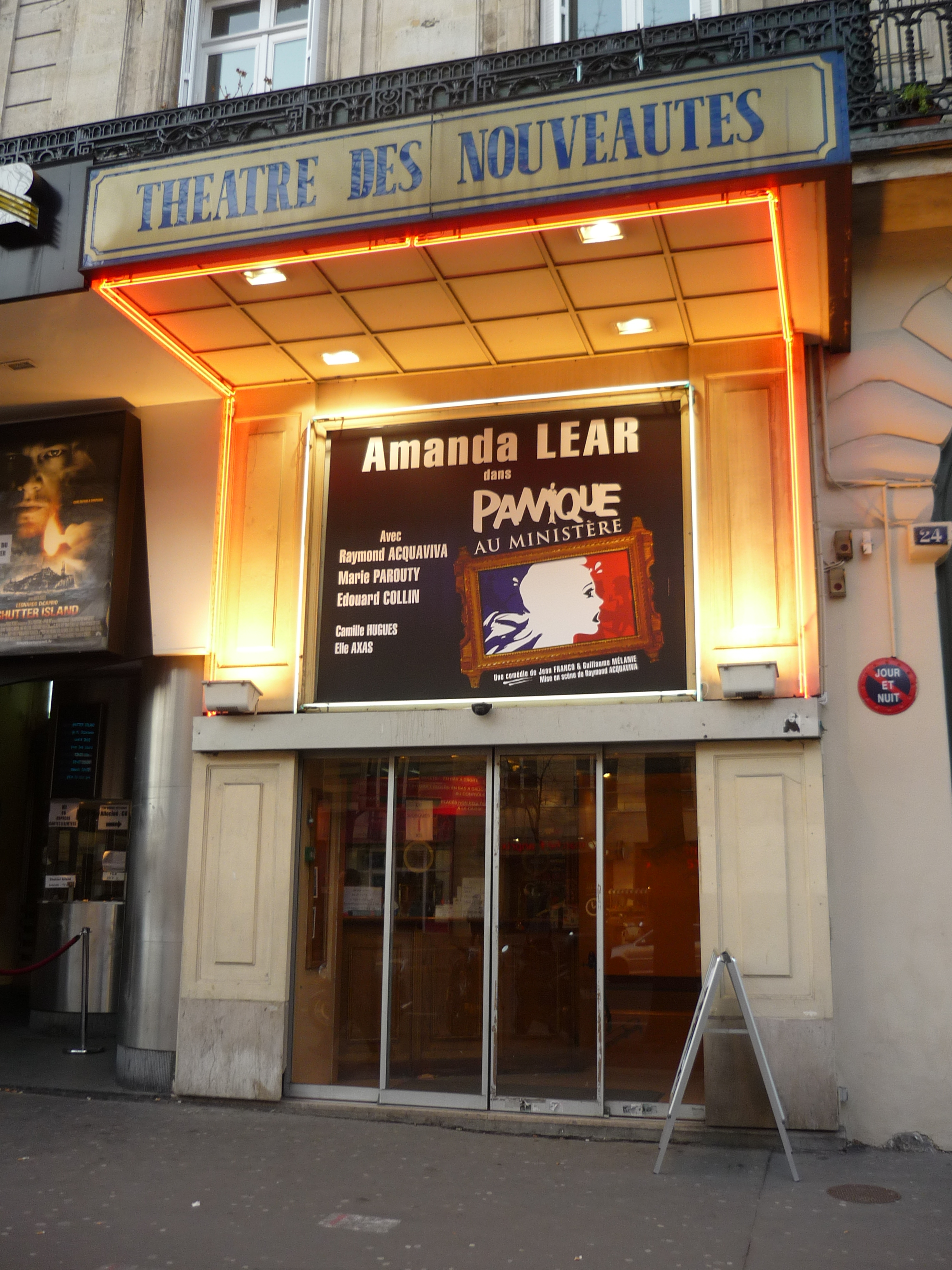
Panique au ministère au théâtre des Nouveautés en 2010

- 1970-1971 : Spider Rabbit de Michael McClure, Londres : l'ange[s].
- 2009-2010 : Panique au ministère de Jean Franco et Guillaume Mélanie, mise en scène Raymond Acquaviva, théâtre de la Porte-Saint-Martin, théâtre des Nouveautés, théâtre de la Renaissance : Cécile Bouquigny
- 2011-2012 : Lady Oscar de Guillaume Mélanie, adaptation d'après Oscar de Claude Magnier, mise en scène Éric Civanyan, théâtre de la Renaissance : Clara Barnier
- 2013-2014 : Divina de Jean Robert-Charrier, mise en scène Nicolas Briançon, théâtre des Variétés : Claire Bartoli dite Divina
- 2016-2017 : La Candidate de Jean Franco et Guillaume Mélanie, mise en scène Raymond Acquaviva, théâtre de la Michodière : Cécile Bouquigny
- 2021-2022 : Qu'est-il arrivé à Bette Davis et Joan Crawford ? de Jean Marbœuf, mise en scène Michel Fau, théâtre de la Porte-Saint-Martin et festival d'Anjou : Joan Crawford
- 2024 : L'Argent de la vieille de Rodolfo Sonego, mise en scène Raymond Acquaviva, théâtre libre : la vieille milliardaire

## Iconographie et culture populaire
Elle fut la compagne de Brian Jones, le titre Miss Amanda Jones des Rolling Stones dans leur album Between the Buttons en 1967 est une référence à la française,.
Elle figure sur la pochette de l'album For Your Pleasure, de Roxy Music, en 1973. Amanda Lear a été une des plus célèbres mannequins anglais, de 1966, date de ses débuts, à 1974, où elle décide de se lancer dans la chanson.

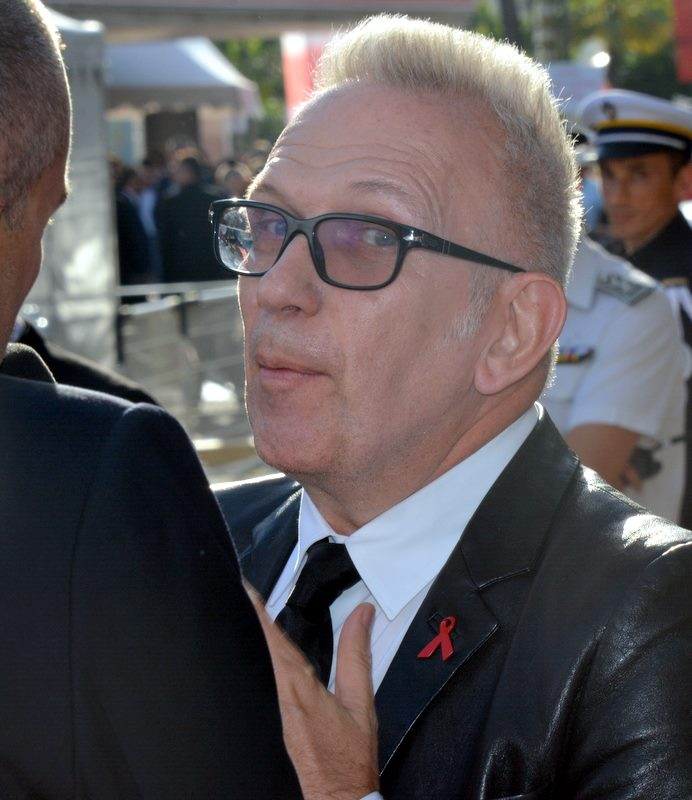
Jean-Paul Gaultier en 2017.

Elle a notamment fait la couverture de magazines, tels Beau, Le Nouveau Candide, Cinémonde, Scandal, Marie-France, Nova, Daily Telegraph, Stern, Bravo (de), Playboy,, La Domenica del Corriere, Veronica (nl), Nieuwe Revu (nl), Il Monello (en), High Society (en), Playmen, Penthouse, Albo Blitz (it), Skorpio (en), Lui, Gent (en) ou encore Newlook. Elle a aussi figuré dans des publicités des années 1960 et au début des années 1970, télévisées, affichées (sur des bus).
Elle a été la muse notamment de Paco Rabanne, Mary Quant et Ossie Clark (en). On peut la voir dans une vidéo (25-40 secondes) sur YouTube défiler pour Ossie Clark dans les années 1970. D'autres vidéos la montrent défilant pour Thierry Mugler en 1994 à Berlin ou pour Jean-Paul Gaultier en 2012,. Elle est également l'une des personnalités à participer au dernier défilé de Jean-Paul Gaultier en janvier 2020 telles Mylène Farmer, Coco Rocha, Rossy de Palma, Dita von Teese et Estelle Lefébure,.
Le personnage de Patsy Stone (en) de la série télévisée britannique Absolutely Fabulous (1992-2012) a été partiellement inspiré d'Amanda Lear,. D'ailleurs, cette dernière déclare en 2013 que Gabriel Aghion, le réalisateur de l'adaptation cinématographique française, lui aurait proposé le rôle de Patsy dans un premier temps.
En 2011, le magazine de mode américain V lui consacre un entretien de six pages intitulée The Ballad of Amanda Lear en la comparant à Madonna et Lady Gaga.
Son titre phare Follow Me fait partie de la bande sonore du film Dallas Buyers Club, de Jean-Marc Vallée, sorti en 2014 et de celle d'Une nouvelle amie de François Ozon également en 2014.
Le groupe italien Baustelle écrit la chanson Amanda Lear (it) en son honneur en 2016. L'année suivante, la première chanson de l'album Klinik Der Praktischen Vernunft du Suédois Deutsch Nepal (en) et de l'Allemande Mama Baer (en) se nomme également Amanda Lear.
D'autres groupes et artistes sortent aussi des titres nommés Amanda Lear : les Allemands Bormuth en 2000, les Suédois Nightmen en 2016 et les Croates Jastreb en 2018,,.

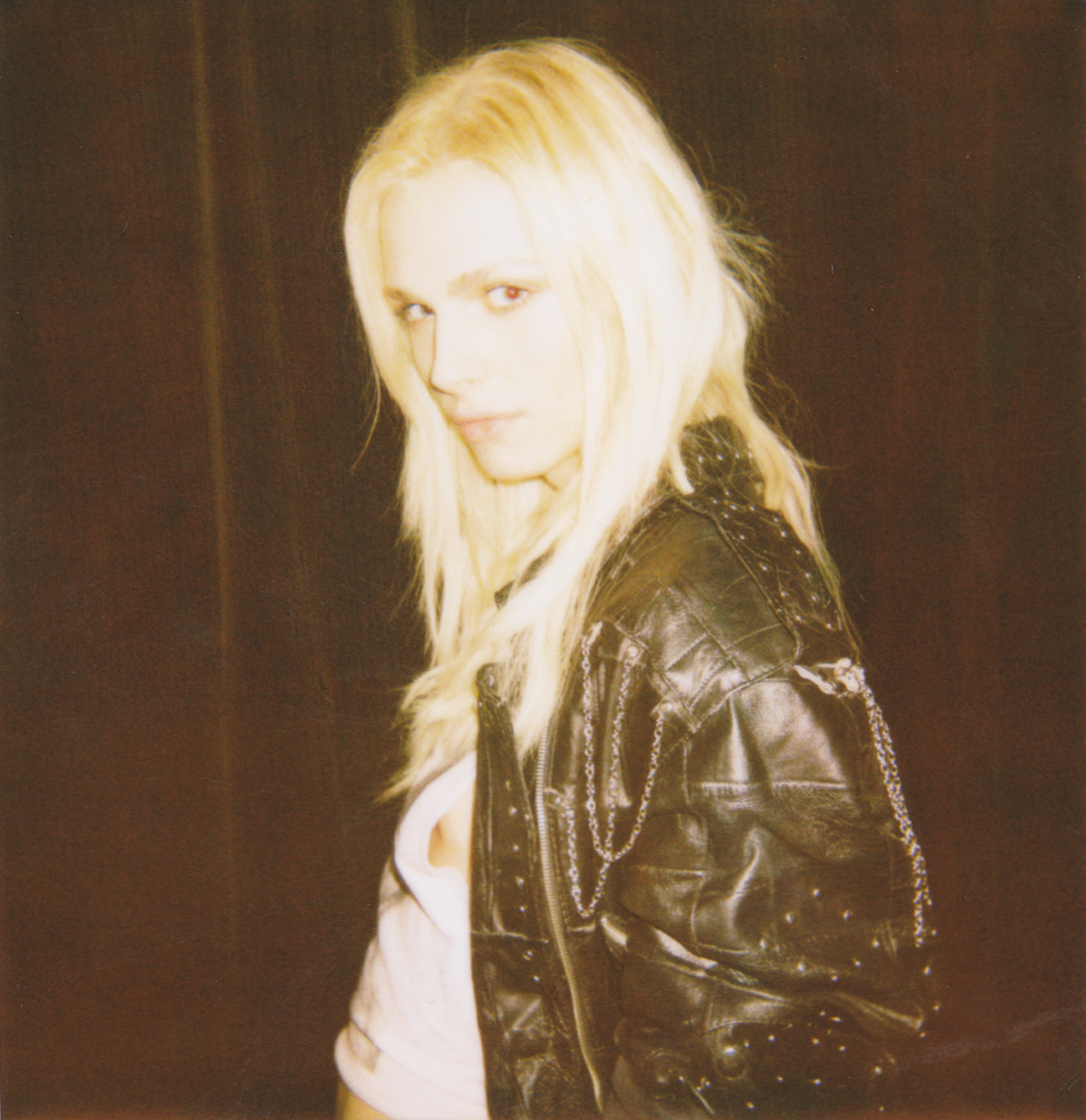
Andreja Pejić en 2013.

Depuis 2017, le groupe M.A.L.E — acronyme de Monsieur Amanda Lear Experience — évolue dans un style qu'il décrit comme transformisme musical,. L'EP A Little Bit of Tammie, et plus particulièrement la chanson Porta Potty Prostitute, de la drag queen et chanteuse américaine Tammie Brown sorti en octobre 2018 est inspiré par Amanda Lear,,.
Dans le film Dalíland (2022) de Mary Harron consacré au peintre catalan, le rôle d'Amanda Lear est interprété par Andreja Pejić, premier mannequin officiellement qualifié d'androgyne, femme trans et l'un des modèles transgenres les plus reconnu au monde. Ce projet déplaît à Lear qui déclare ne pas désirer assister à la projection en ajoutant à propos d'Andreja Pejić : « je ne vous parle pas de ce mannequin australien de deux mètres qui est censé être moi. On dirait une prostituée ukrainienne, ». Elle revient sur ses déclarations en 2025 dans une interview menée par Pablo Mira pour la chaîne Youtube de l'émission de TMC Quotidien, indiquant "les mots ont dépassé mes pensées" et qu'elle n'avait rien contre Pejić.
En 2023, Chanel choisit son titre Follow Me pour la nouvelle campagne mondiale de Coco Mademoiselle,. Elle déclare que la multinationale a déboursé un demi-million de dollars. Cette somme est répartie entre le compositeur et producteur de Follow Me, Anthony Monn, et Amanda Lear, qui en a signé les paroles.
En 2025, Christian Soleil publie chez Cosmo édition (distribution Amazon) un roman intitulé "L'Assassinat d'Amanda Lear"  (traduit en anglais, allemand, espagnol et italien), sorte de portrait parodique d'Amanda Lear après son assassinat pendant un défilé Dior.

## Décoration
- Officier de l'ordre des Arts et des Lettres (2025)[497] ; chevalier en 2006[3]

## Publications
- 1984 : Amanda Lear, Le Dalí d'Amanda (en), Lausanne, Éditions Favre, 1984, 293 p. (ISBN 2-8289-0175 (édité erroné), OCLC 461749441, BNF 34771829, ASIN B0045BSEZ8) – biographie
- 1987 : A. Lear, L'Immortelle, Paris, Claude Carrère, coll. « René Guitton », 1987, 367 p. (ISBN 2-86804-363-1 et 9782868043634, OCLC 461837831, BNF 34904605) – roman
- 1994 : A. Lear, L'Amant Dalí (en) : ma vie avec Salvador Dalí, Paris, Éditions Michel Lafon, 1994, 331 p. (ISBN 2-84098-011-8 et 9782840980117, OCLC 807550048) – réédition de Le Dalí d'Amanda, préface de Paco Rabanne
- 2004 : A. Lear, Mon Dalí, Neuilly-sur-Seine, Éditions Michel Lafon, 2004, 347 p. (ISBN 2-7499-0111-1 et 9782749901114, OCLC 56012321, BNF 39166153, lire en ligne) – réédition de Le Dalí d'Amanda
- 2006 : (en) A. Lear et Galerie Claudius, Between Dream and Reality, Norderstedt, Books on Demand, 2006 (ISBN 978-3-8334-5185-0 et 3833451858, OCLC 180929230) – recueil d’art
- 2009 : A. Lear, Je ne suis pas du tout celle que vous croyez…, Paris, Hors collection, 2009, 211 p. (ISBN 978-2-258-08132-1 et 2258081327, OCLC 468417957, BNF 42144713, ASIN B005R9JXCA, lire en ligne) – biographie
- 2018 : A. Lear et Frédéric Dieudonné, Délires, Paris, Le Cherche midi, 2018, 158 p. (ISBN 978-2-7491-5043-7 et 2749150434, OCLC 1078361743, lire en ligne) – recueil de pensées, répliques et anecdotes